# Osnabrück
Osnabrück (Nederlands voorheen: Osnabrugge of Osenbrugge, Nedersaksisch: Ossenbrügge) is een Duitse stad en kreisfreie Stadt in de deelstaat Nedersaksen. De stad ligt aan de Hase, tussen het Teutoburgerwoud in het zuiden en het Wiehengebergte in het noorden. Osnabrück telt 164.223 inwoners (31 december 2020) en is daarmee de op twee na grootste stad van Nedersaksen. De stad heeft een oppervlakte van 119,80 km².   
Het is een van de twee steden waar in 1648 de Vrede van Westfalen werd gesloten (de andere stad is het nabijgelegen Münster), waarmee de Dertigjarige Oorlog werd beëindigd. Sinds 1974 is er een universiteit.

## Geschiedenis
Blijkens de aanwezigheid van hunebedden in de gemeente werd het gebied waar Osnabrück nu ligt al in de Jonge Steentijd door mensen bewoond.
Osnabrück heeft sinds 780 een rooms-katholieke bisschopszetel. Het bisdom Osnabrück werd als eerste Saksische bisdom gesticht door Karel de Grote. Rond de bisschopskerk ontwikkelde zich de nederzetting, die in 1147 voor het eerst als stad werd aangeduid. In 1157 kreeg Osnabrück van Frederik Barbarossa het recht zich met muren te versterken. Met het oog op de handel richtte Osnabrück met Münster, Minden en Herford in 1246 de Ladberger Marktbund op, de voorloper van de Westfaalse Stedenbond, die zich in de 14de eeuw bij de Hanze aansloot. Osnabrück was een Prinzipalstadt van de Hanze, waar vooral de lakenhandel belangrijk was. In 1499 kon een rijke wijnhandelaar, wiens voorvaderen al een stenen toren om o.a. wijn in op te slaan, hadden gebouwd, deze toren uitbreiden tot de huidige Ledenhof. Totdat in 1512 het huidige raadhuis gereed kwam, was de raad gehuisvest in een (niet meer bestaand) gebouw aan de Markt, waar ook de linnenbeurs (Leinenlegge) was gevestigd.
In 1543 werd de stad, met uitzondering van het als Hochstift onder apart kerkelijk gezag staande gebied rondom de Dom, evangelisch-luthers.
Ook in Osnabrück vonden in de late 16e en de 17e eeuw veel mensen, die van hekserij beschuldigd werden, een gewelddadige dood. In diezelfde periode stierven in de stad veel mensen aan pestepidemieën en door oorlogsgeweld.

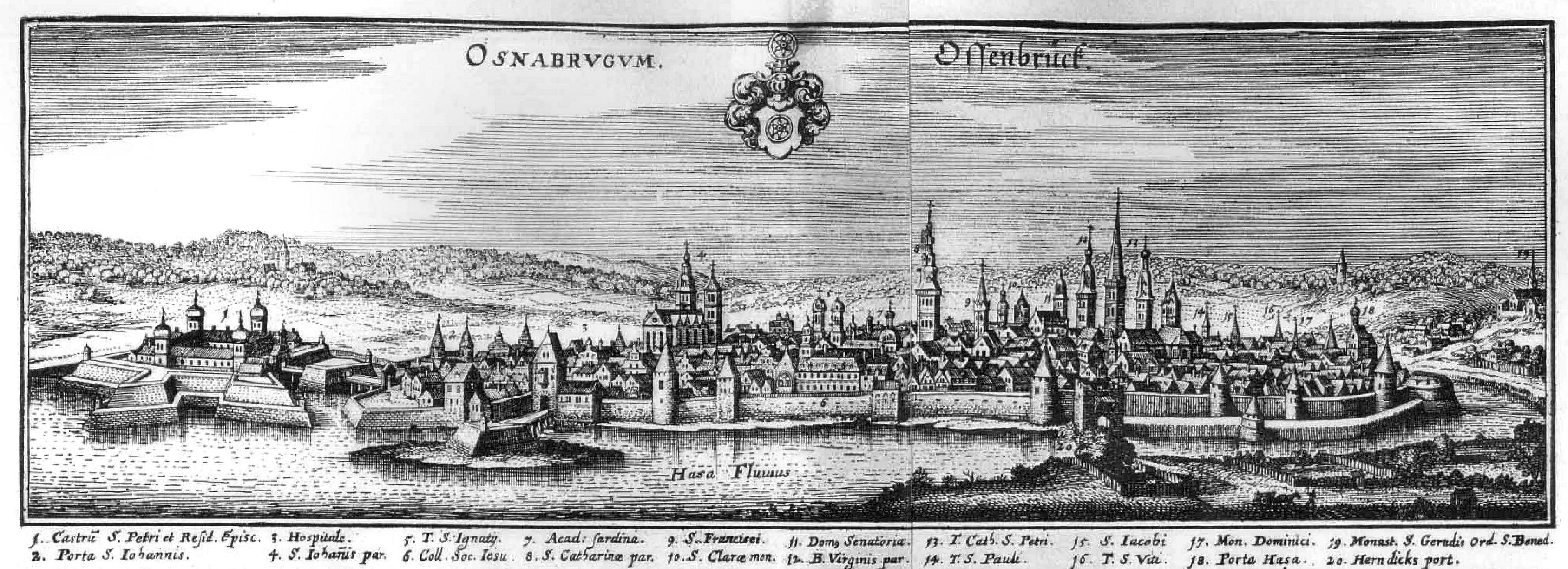
Stadsgezicht van Osnabrück
(1647), Matthäus Merian

Tussen 1643 en 1648 vonden in Osnabrück en Münster de onderhandelingen plaats die leidden tot de Vrede van Westfalen en daarmee tot het einde van de Dertigjarige en de Tachtigjarige Oorlog. Voor Osnabrück zelf leidde dit ertoe dat de regerende prins-bisschop voortaan afwisselend rooms-katholiek en protestants zou zijn. De protestantse bisschop werd daarbij benoemd door de hertog van Brunswijk-Lüneburg. Het prinsbisdom werd, evenals de aparte bestuursstatus van het gebied rondom de Dom, in 1803 opgeheven en Osnabrück werd na de Franse tijd in 1813 aan Hannover toegewezen, waardoor het in 1866 Pruisisch en in 1871 Duits werd. Eind 2018 was ca. 28½ % van de bevolking van Osnabrück evangelisch-luthers en 31½ % rooms-katholiek.
Na de komst van de spoorwegen in de late 19e eeuw was er een snelle groei van de industrie. Het Klöckner-concern opende een grote staalfabriek nabij de al eerder geopende steenkoolmijn op de Piesberg. De steenkoolmijn ging in 1898 al dicht, omdat de beste steenkoollaag uitgeput was; na de Tweede Wereldoorlog ging de mijn nog voor enkele jaren opnieuw in bedrijf. De staalfabriek moest in 1989 wegens onvoldoende rentabiliteit de poorten sluiten.

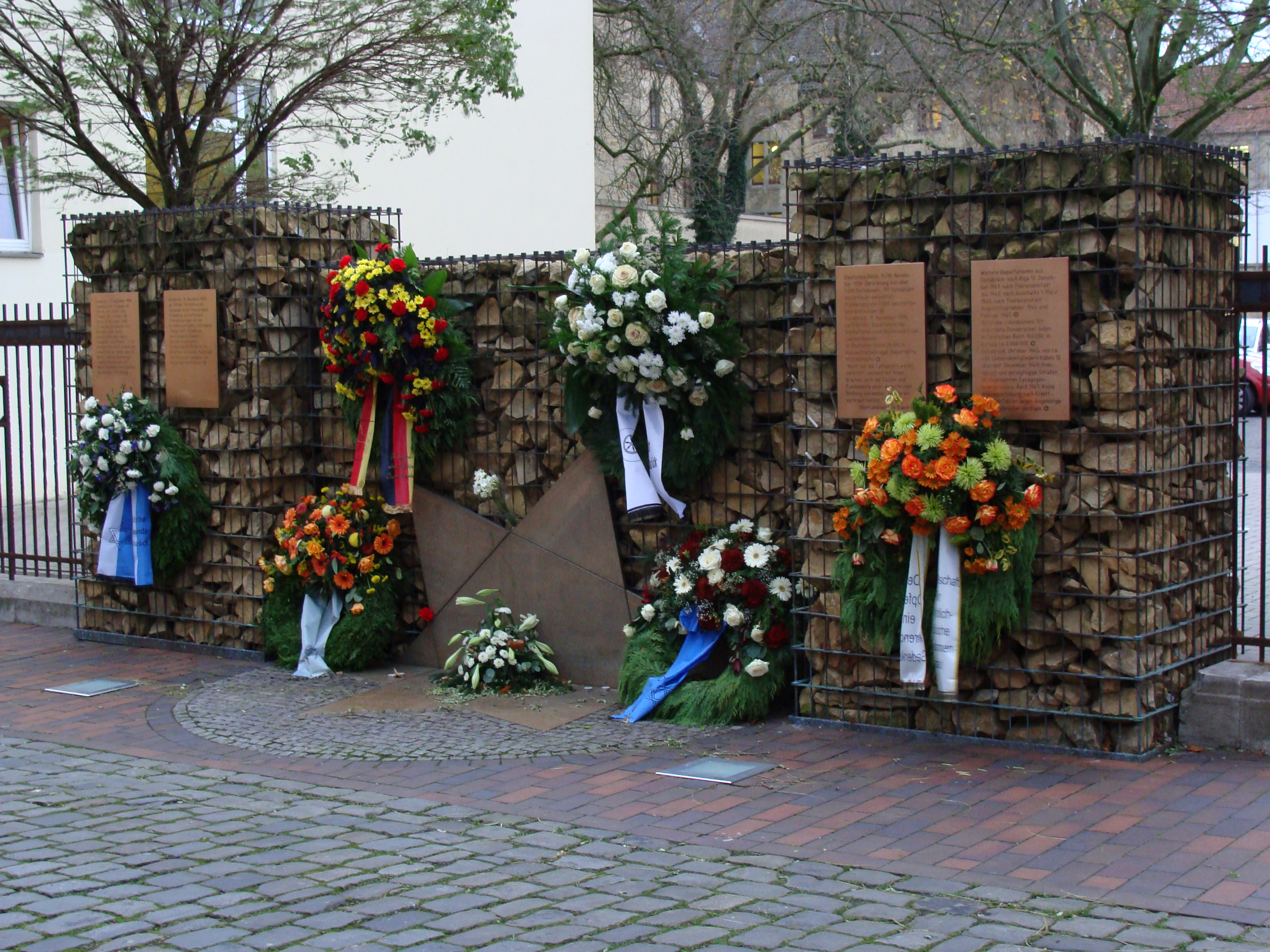
Gedenkplaats voormalige synagoge (2004); deze werd tijdens de Kristallnacht (1938) verwoest

Ook in Osnabrück was er tijdens de nazi-tijd een heftige jodenvervolging. De oude synagoge werd tijdens de Kristallnacht (1938) verwoest; van de 500 joden, die er voordien woonden, overleefde bijna niemand. De stad heeft weer een kleine joodse gemeente, die over een synagoge beschikt.
Grote delen van de stad werden in de Tweede Wereldoorlog door geallieerde bombardementen verwoest, en na de oorlog, waar mogelijk in oorspronkelijke stijl, weer opgebouwd.
In 1980 werd het 1200-jarig bestaan van de stad en het bisdom groots gevierd, met o.a. een door 140.000 toeschouwers bijgewoond bezoek van paus Johannes Paulus II aan Osnabrück.

## Stadsdelen

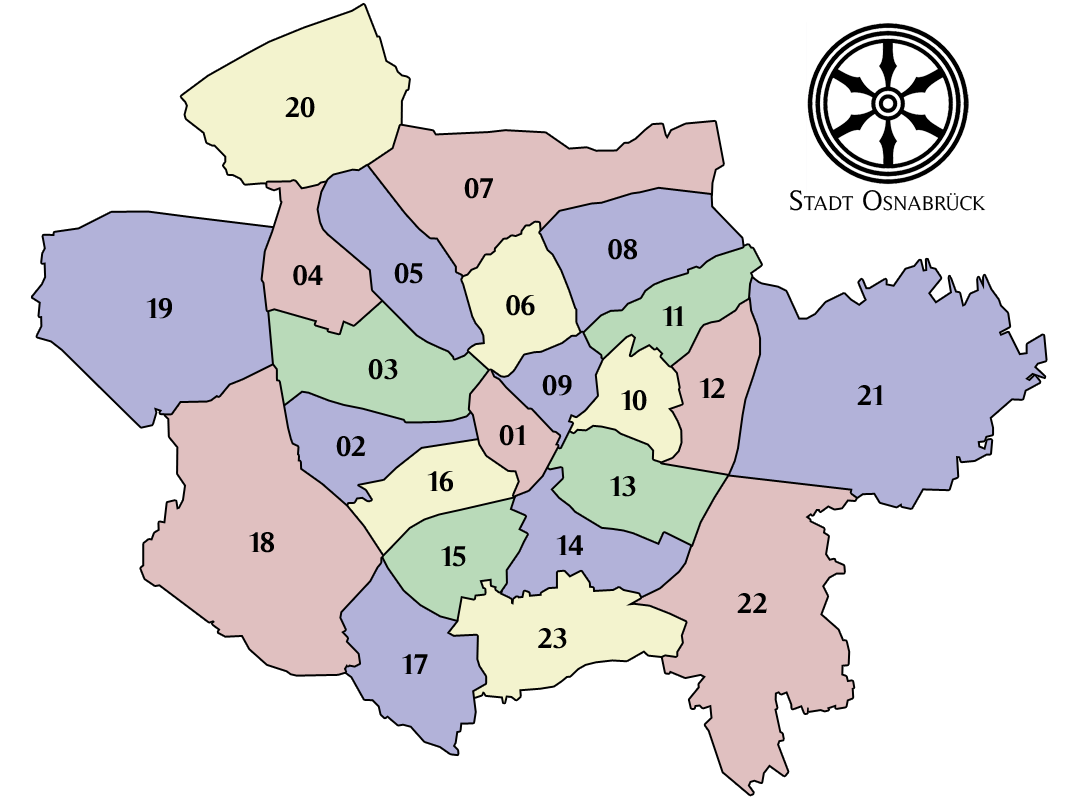
De Osnabrücker stadsdelen met officiële nummering

De 23 stadsdelen met hun officiële nummering zijn: (stand: 31-12-2017):
| Stadsdeel- nr. | Naam                      | Oppervlakte (km²) | Aantal inwoners | inw./km² |
| -------------- | ------------------------- | ----------------- | --------------- | -------- |
| 01             | Innenstadt (binnenstad)   | 1,71              | 9.561           | 5.590    |
| 02             | Weststadt                 | 3,18              | 9.626           | 3.030    |
| 03             | Westerberg                | 4,93              | 10.108          | 2.050    |
| 04             | Eversburg                 | 2,98              | 8.578           | 2.880    |
| 05             | Hafen (havenwijk)         | 4,06              | 2.678           | 660      |
| 06             | Sonnenhügel               | 3,19              | 9.371           | 2.950    |
| 07             | Haste                     | 7,95              | 6.757           | 850      |
| 08             | Dodesheide                | 4,49              | 10.108          | 2.260    |
| 09             | Gartlage                  | 1,44              | 3.729           | 2.590    |
| 10             | Schinkel                  | 2,33              | 14.410          | 6.180    |
| 11             | Widukindland              | 2,76              | 4.965           | 1.810    |
| 12             | Schinkel-Ost              | 2,92              | 3.536           | 1.220    |
| 13             | Fledder                   | 3,75              | 2.594           | 690      |
| 14             | Schölerberg               | 3,64              | 14.672          | 4.030    |
| 15             | Kalkhügel                 | 3,02              | 6.298           | 2.090    |
| 16             | Wüste                     | 2,73              | 14.934          | 5.470    |
| 17             | Sutthausen                | 4,42              | 4.701           | 1.060    |
| 18             | Hellern                   | 12,14             | 7.034           | 580      |
| 19             | Atter                     | 10,67             | 4.306           | 400      |
| 20             | Pye                       | 7,51              | 2.975           | 400      |
| 21             | Darum/Gretesch/Lüstringen | 14,34             | 8.114           | 570      |
| 22             | Voxtrup                   | 10,91             | 7.183           | .0660    |
| 23             | Nahne                     | 4,75              | 2.268           | 480      |
|                | Totaal:                   | 119,80            | 164.374         | 1.410    |

## Economie

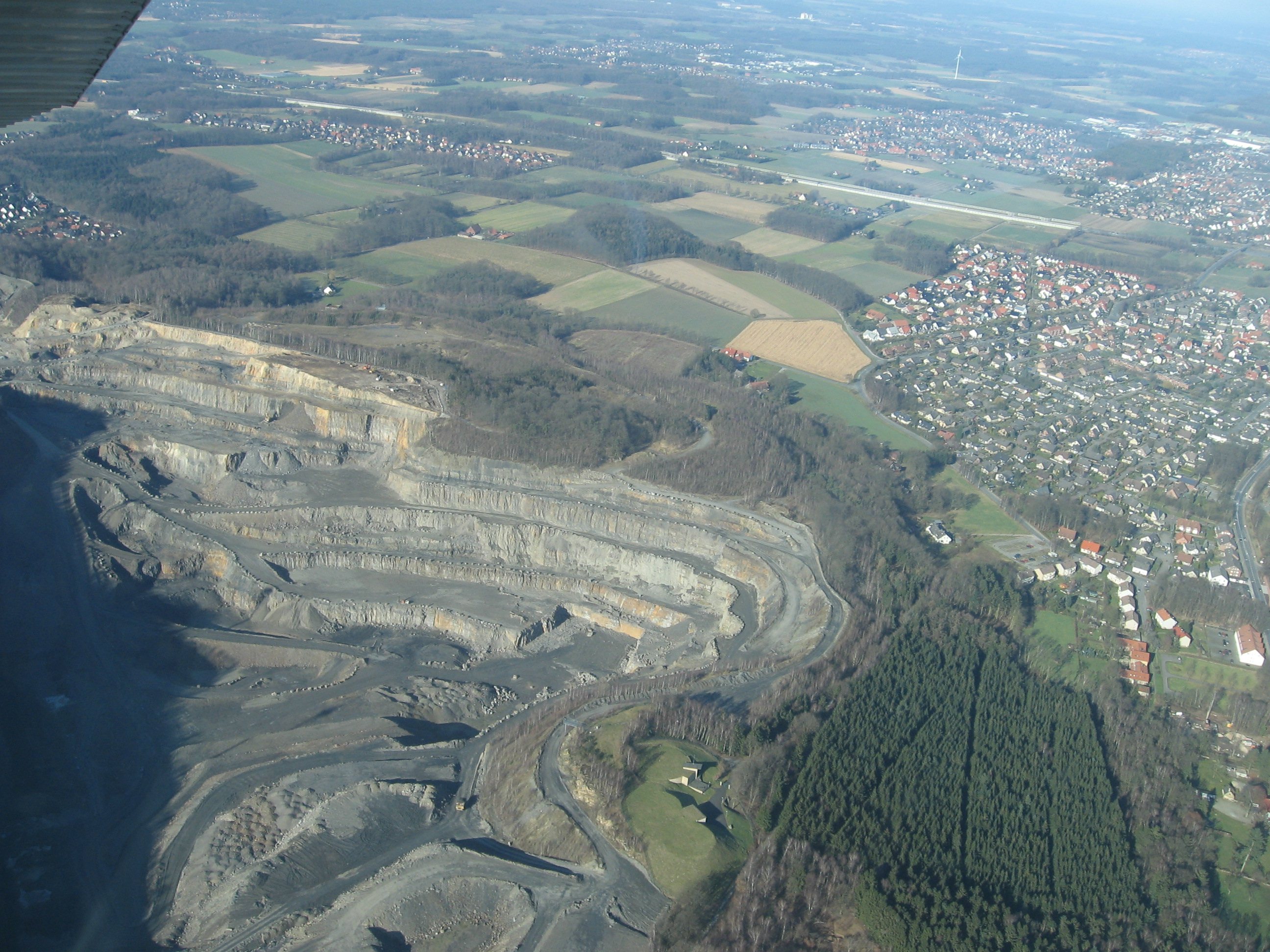
Steengroeve in de Piesberg met de noordelijke buurgemeente Wallenhorst en het Osnabrücker stadsdeel Pye

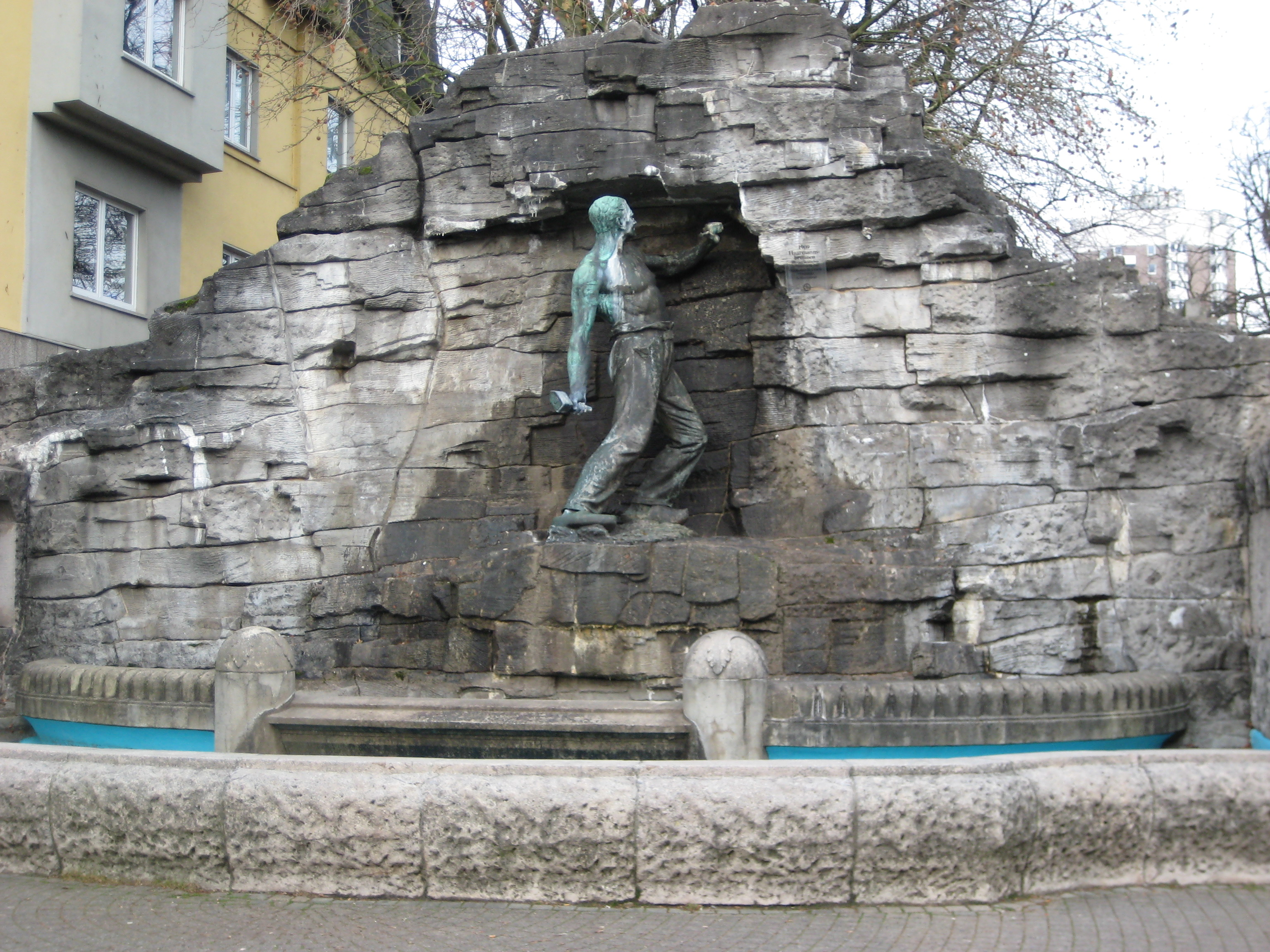
Haarmannsbrunnen (1909), eerbetoon aan het beroep van mijnwerker, door een staalfabrikant aan de stad geschonken

De stad ligt op een al eeuwen bestaand knooppunt van handelsroutes. Bovendien waren de heuvels in de omgeving rijk aan steenkool en andere delfstoffen. De aanwezigheid van helder water trok vanaf ca. 1800 veel, aanvankelijk via watermolens op de Hase werkende, papierfabricage aan. Er bestaan in de stad nog één grote fabriek van decor- en foliepapier e.d. (in stadsdeel Gretesch) en één kleine "gewone" papierfabriek.
Belangrijk is de autoindustrie. De vroegere fabriek van het in 2009 failliet gegane Karmann is doorgestart als een nevenvestiging van het Volkswagen-concern. In en om Osnabrück bestaan diverse kleinere toeleveringsbedrijven voor deze in stadsdeel Fledder gelegen autofabriek.
Van de mijnbouw op de Piesberg resteert alleen een steengroeve, waar zandsteen in dagbouw gewonnen wordt. Het Museum für Industriekultur op deze heuvel toont het verleden van de steenkoolmijnbouw.
In de stad is een fabriek alsmede het hoofdkantoor van het concern KME SE gevestigd, een dochteronderneming van Intek Group S.p.A. te Milaan. Het bedrijf maakt en verhandelt wereldwijd allerlei halfproducten voor ambacht en industrie, die van koper zijn gemaakt.
De handel is een economische factor van belang, alleen al, omdat de stad door honderdduizenden consumenten tot uit de wijde omgeving wordt bezocht om er te winkelen. Ook zijn er diverse grote transportbedrijven, en logistieke centra van (middel)grote ondernemingen gevestigd. Het hoofdkantoor van de op een na grootste keten schoenwinkels van Duitsland zetelt ook in de stad. Het hoofdkantoor van Piepenbrock, met 25.000 personeelsleden in heel Duitsland een van de grootste schoonmaakbedrijven van het land, is ook in Osnabrück gevestigd. Op het gebied van financiële en commerciële dienstverlening valt o.a. een groot bedrijf, dat callcenters exploiteert op.
Osnabrück is ook een centrum van wetenschap en cultuur en een bestuurscentrum binnen de Rooms-Katholieke Kerk. Ook werken er veel ambtenaren, o.a. die van de Kreisverwaltung. Veel werkgelegenheid in de stad is te danken aan de talrijke ziekenhuizen, klinieken e.d. Tot ca. 2000 was de stad een belangrijke standplaats van onderdelen van de Bundeswehr. Veel kazernes zijn daarna gesloopt of herbestemd tot onder meer bedrijfsverzamelgebouwen en wooncomplexen.
De OsnabrückHalle, dicht bij het Schloss, aan de rand van de binnenstad, is een in 2016 voor het laatst gemoderniseerde congres-, evenementen- en beurshal, met een eigen hotel.
In de periferie van de gemeente zijn nog enige landbouwbedrijven te vinden.
De aanwezigheid van de historische, bezienswaardige stadskern brengt enig toerisme met zich mee.

## Stadsbeeld
Tijdens de Tweede Wereldoorlog werd de binnenstad getroffen door luchtbombardementen. Het noordelijke gedeelte van de Altstadt biedt een historische aanblik, gedeeltelijk door restauraties. Hier bevinden zich op korte afstand van elkaar twee pleinen: de Markt en het Domhof. Aan de Markt staan het gotische stadhuis (1512), waarin zich de historische Vredeszaal bevindt en verder de Stadswaag en de Mariakerk (St. Marienkirche). Aan het grotere Domhof staan de laatromaanse dom, die een gotische en een romaanse westtoren heeft en het Stadstheater, een gebouw in jugendstil uit 1909.

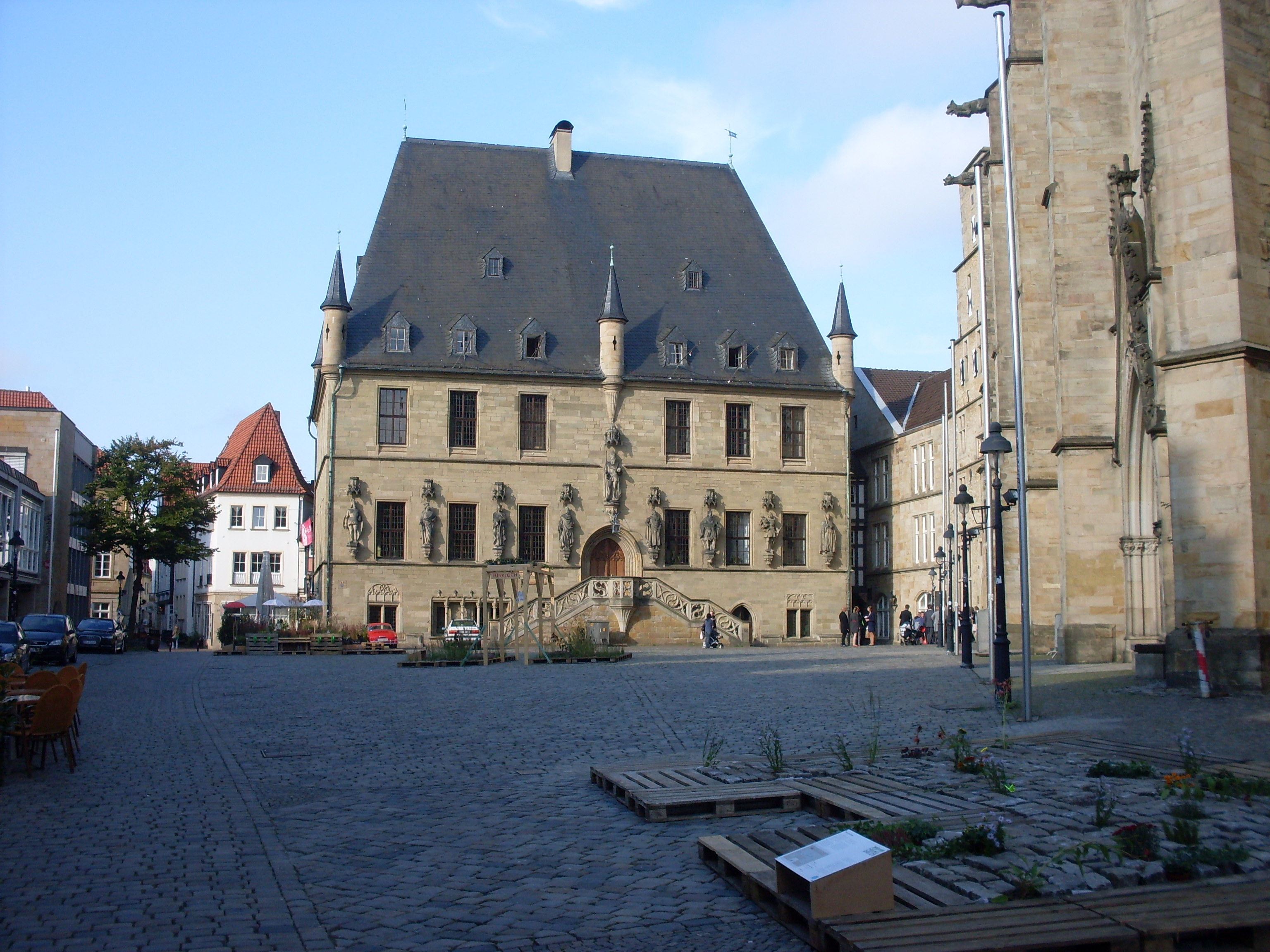
Het historische raadhuis
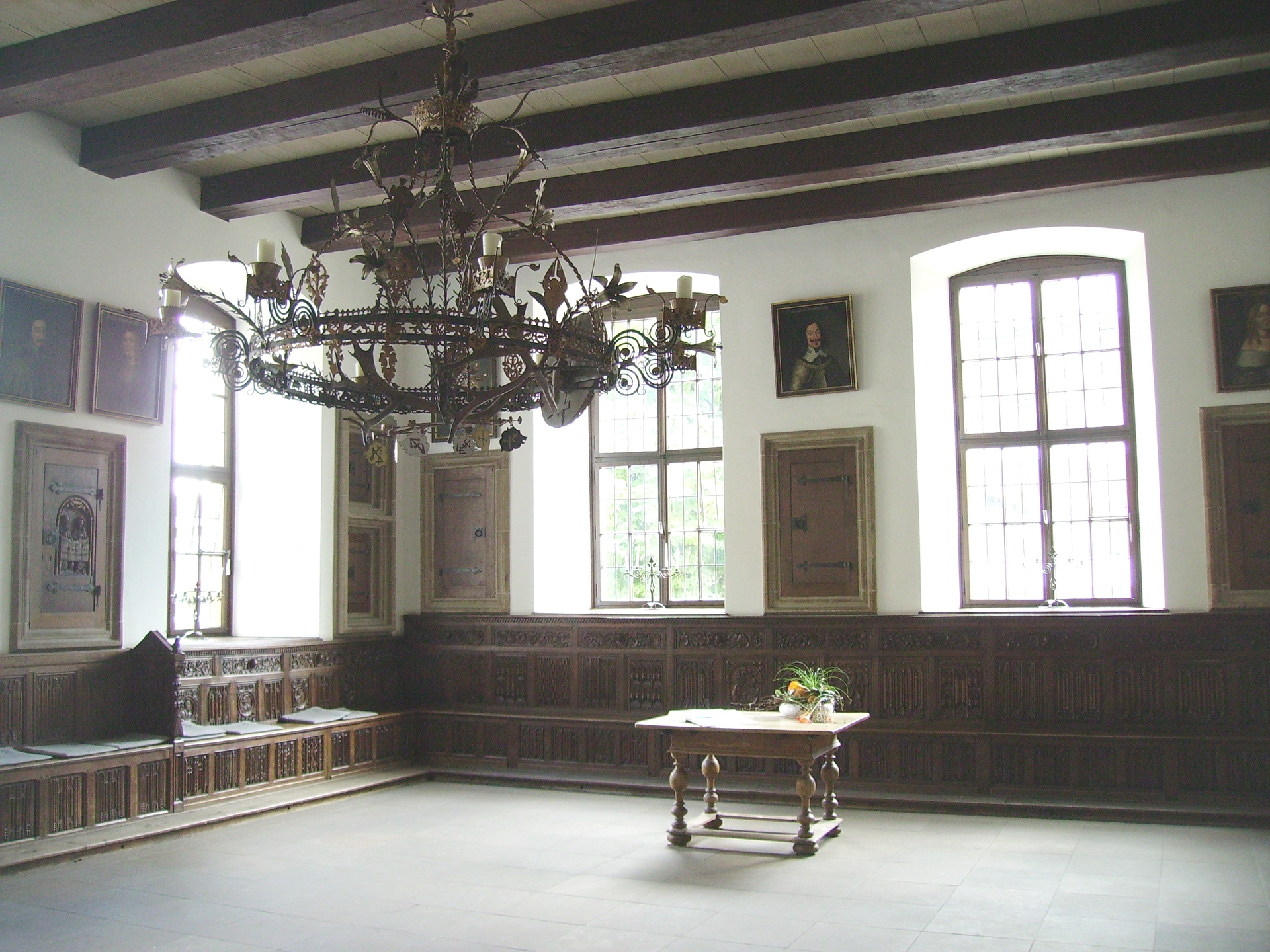
De Friedenssaal in het oude raadhuis, waar de vrede van 1648 werd gesloten
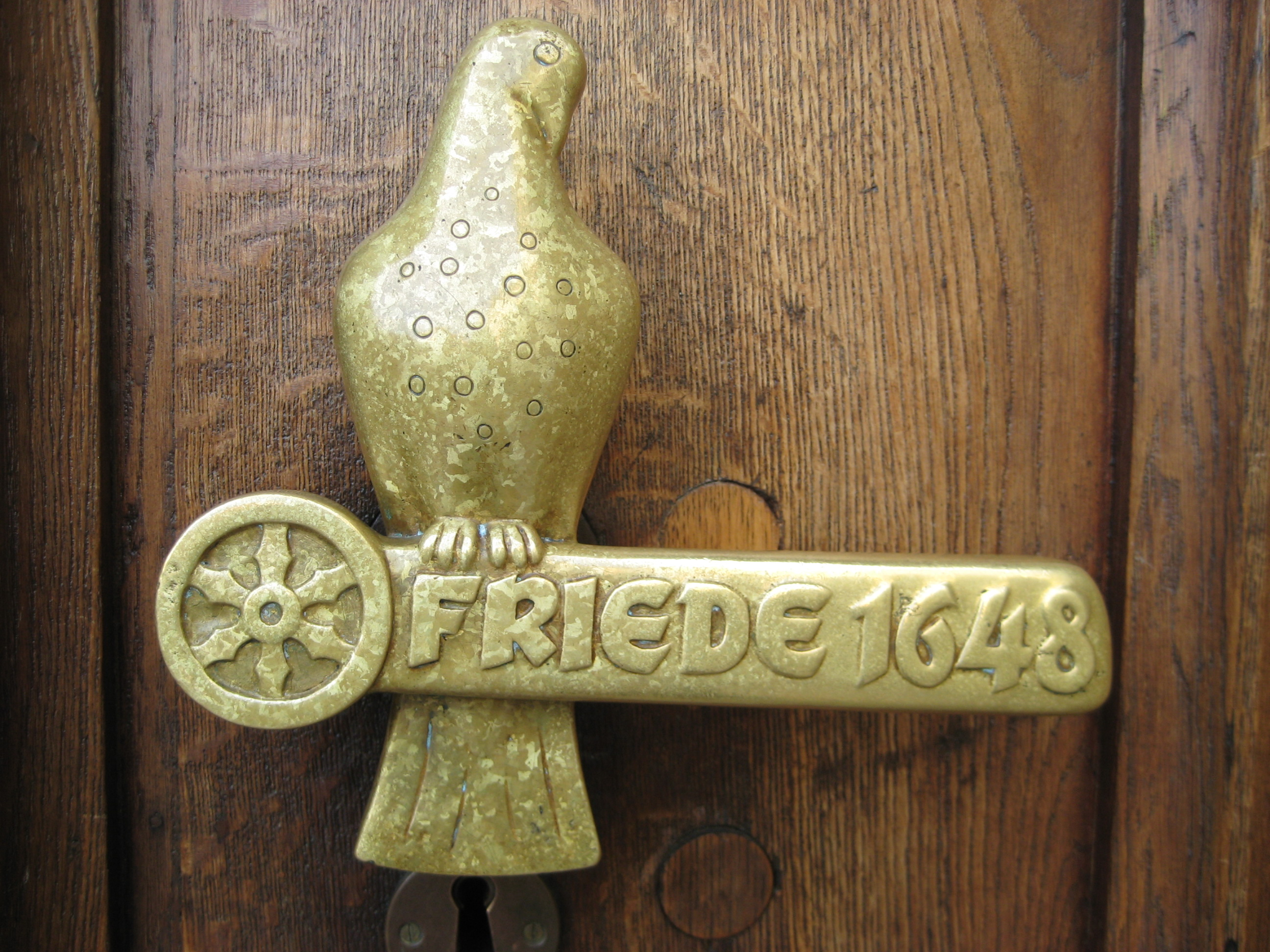
De Deurklink Friede 1648 aan het oude raadhuis (Fritz Szalinski, 1963)
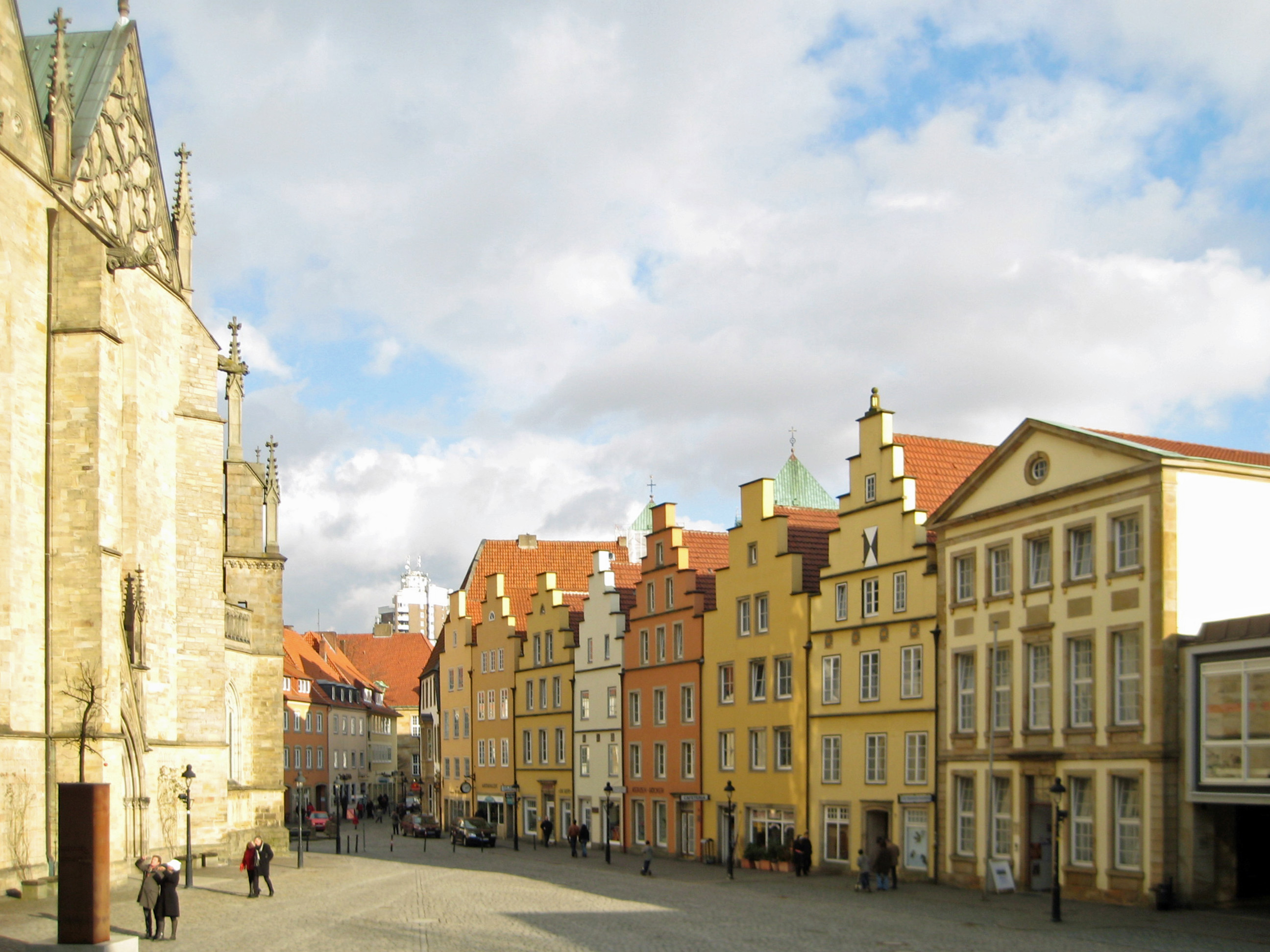
Gerestaureerde huizen bij het raadhuis

## Kunst en cultuur

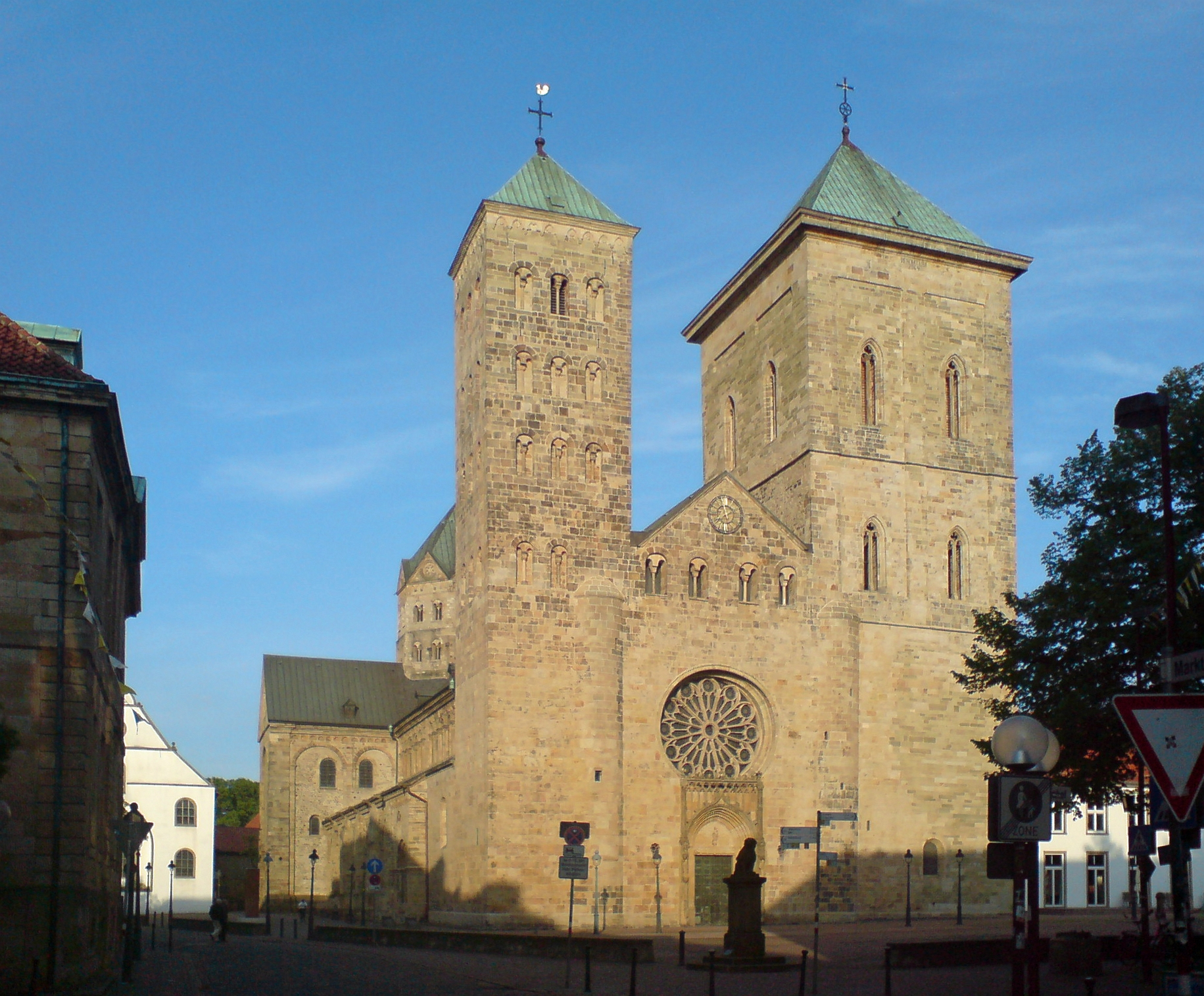
Sankt Peter (de Domkerk)

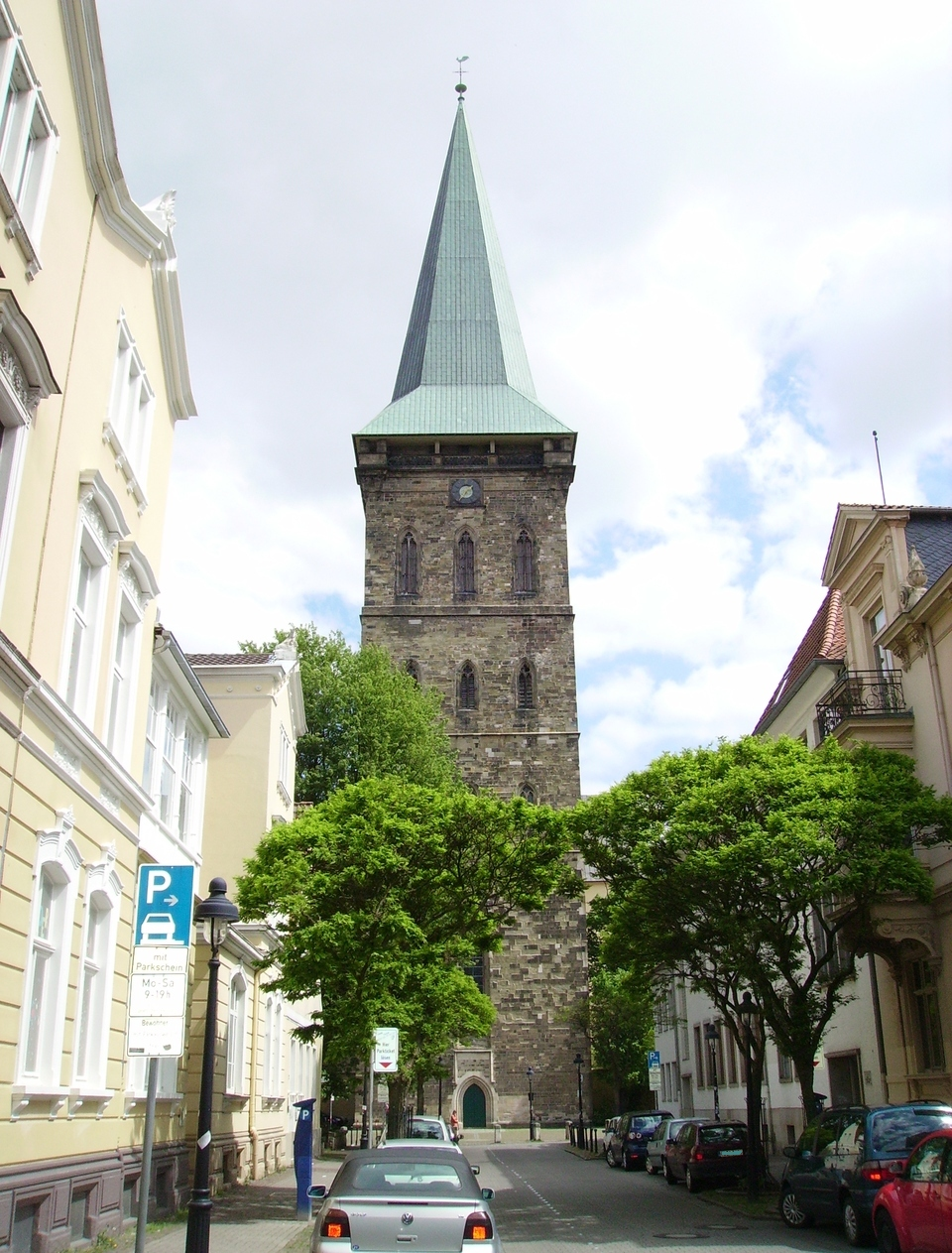
De Catharinakerk met 103 m hoge kerktoren

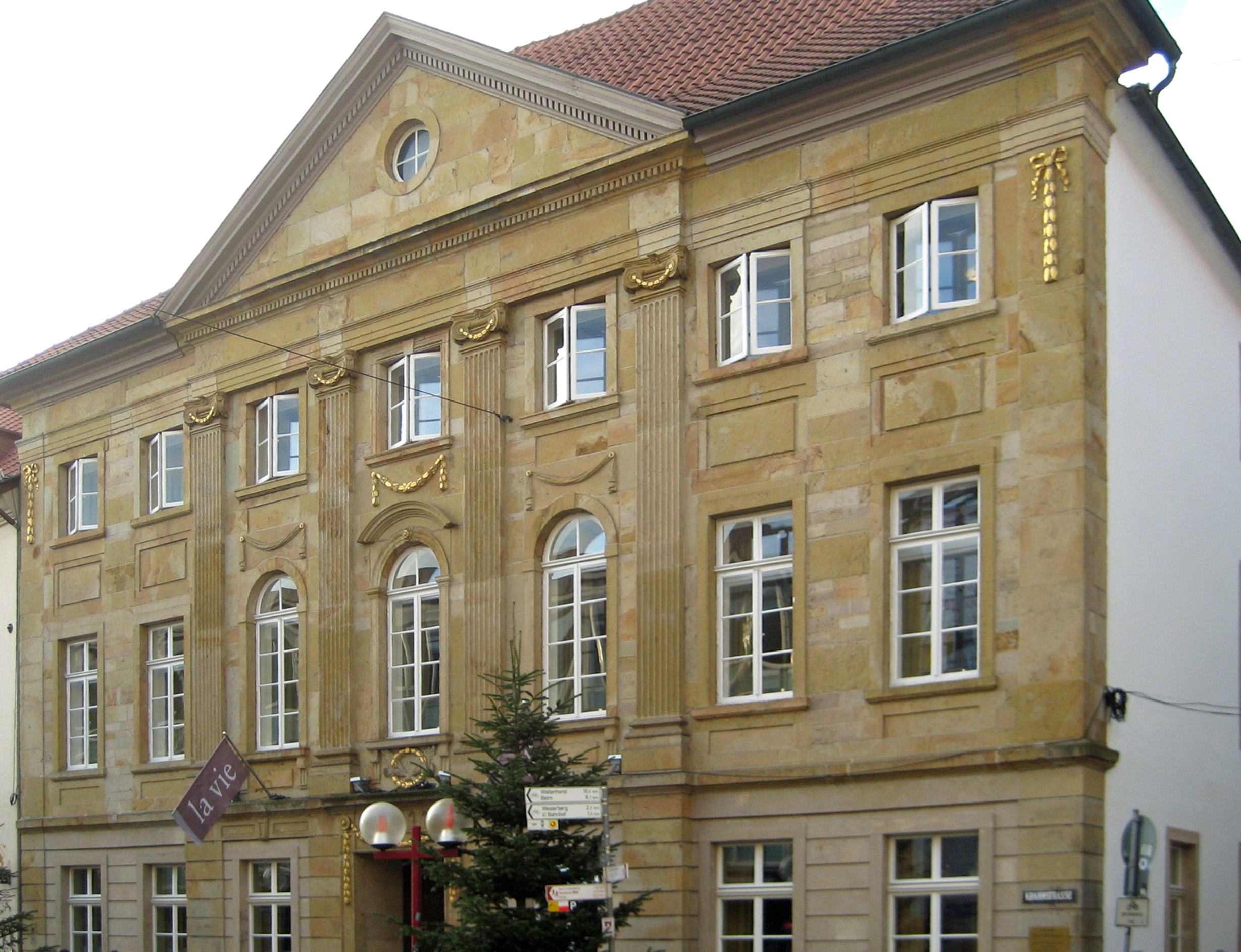
Haus Tenge (1814)

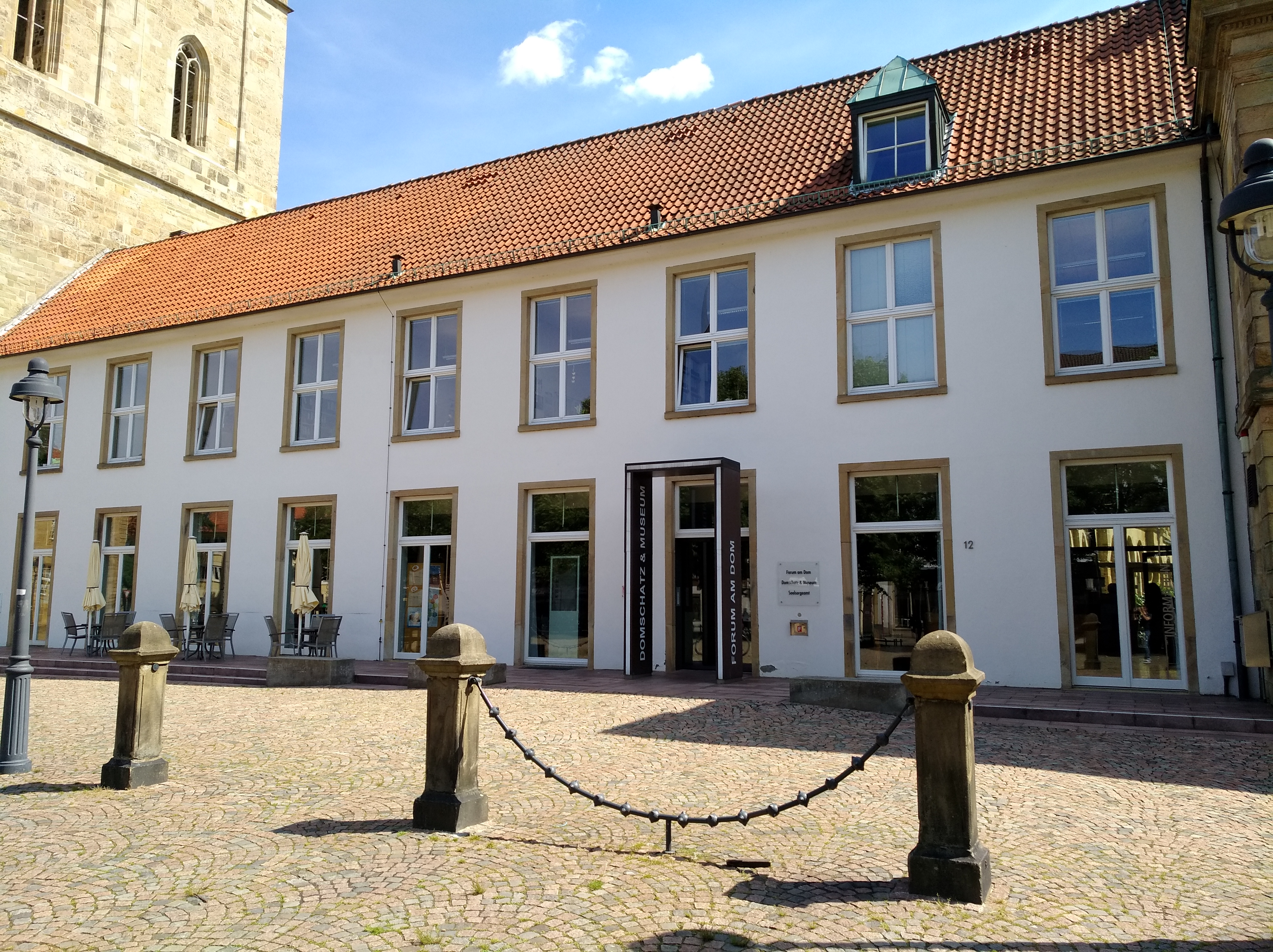
Domschat en museum van het diocees

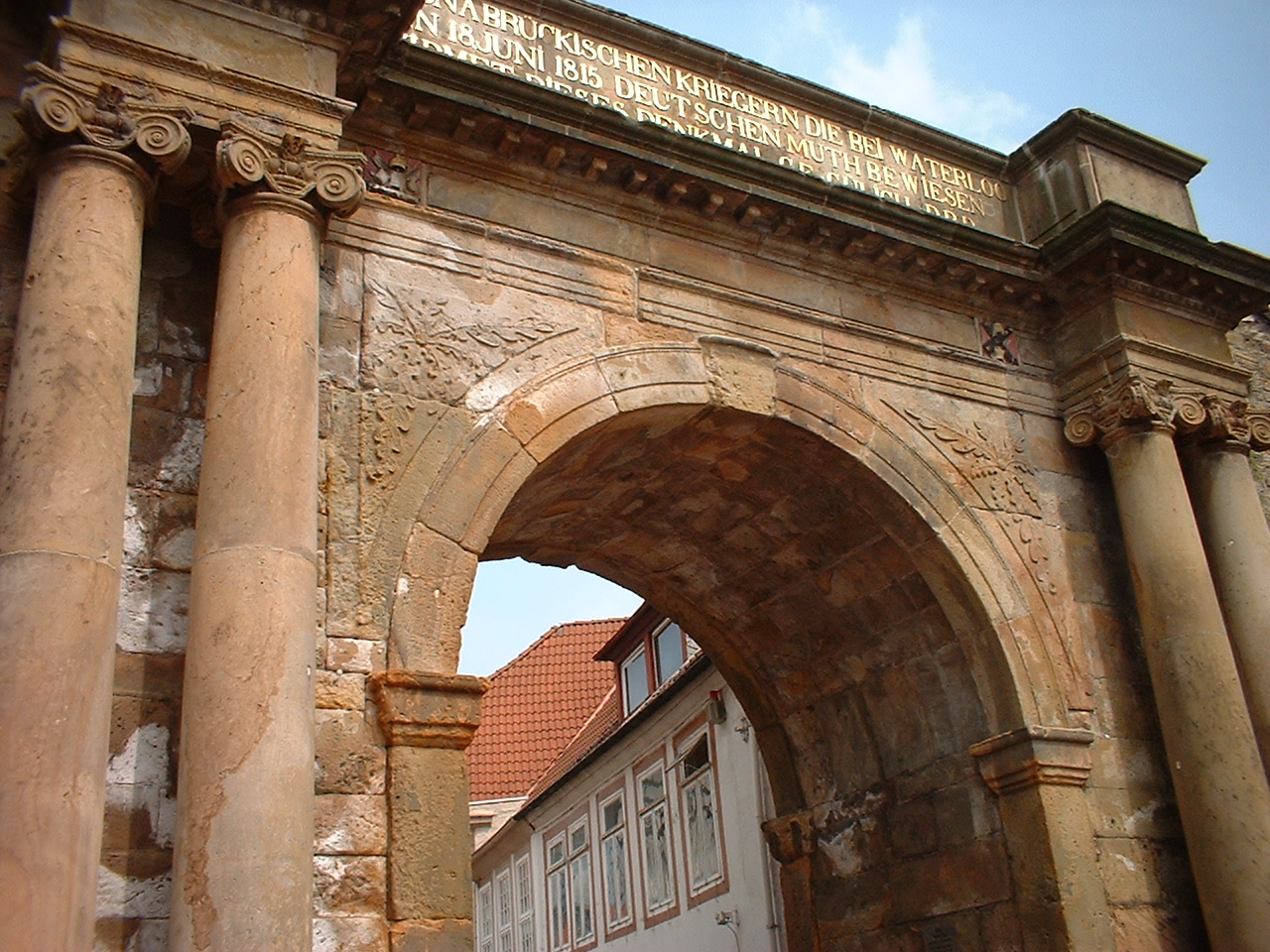
Heger Tor, monument Slag bij Waterloo

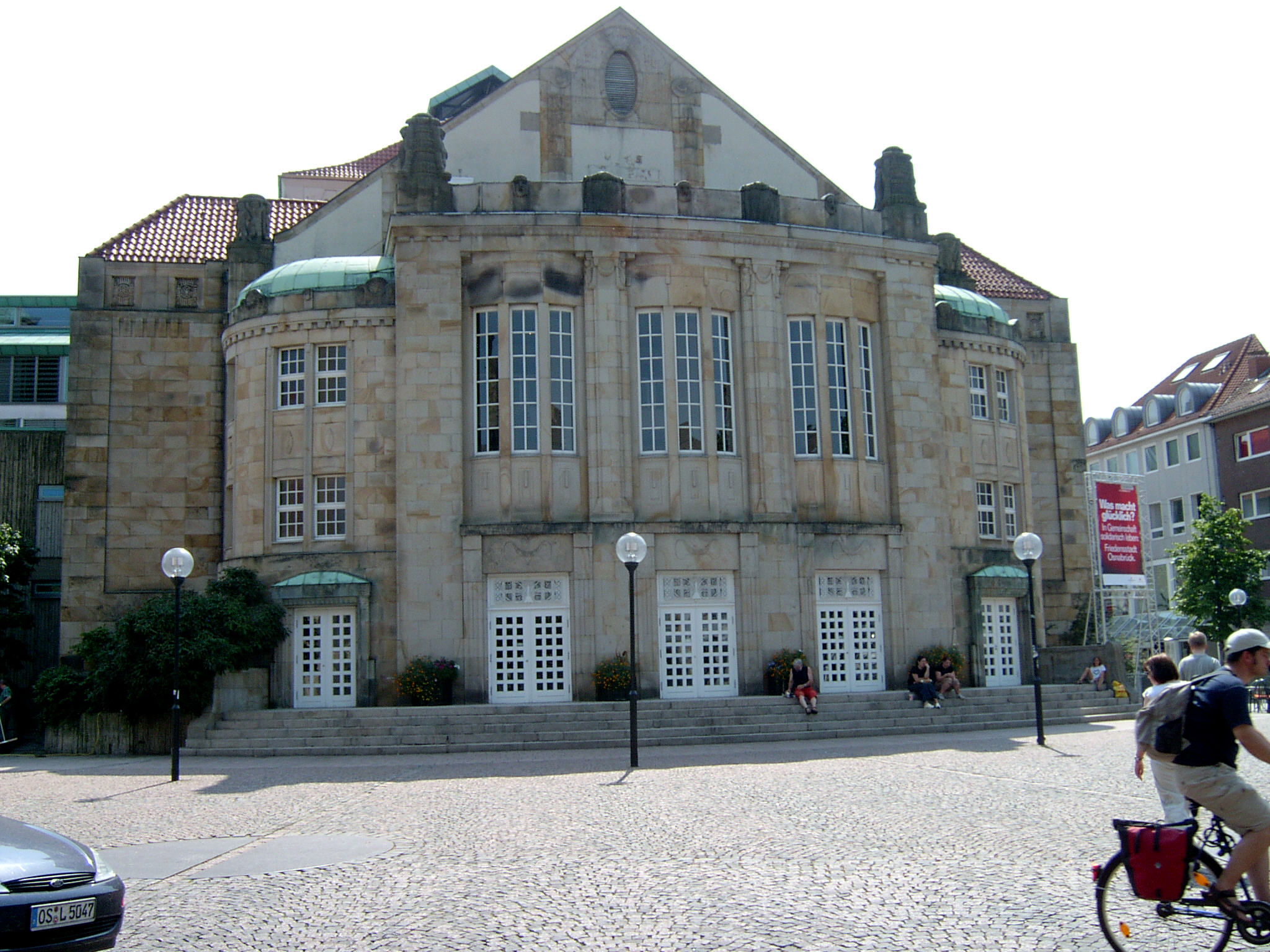
Het Stadstheater aan de Domhof

### Bezienswaardigheden

#### Monumentale gebouwen
- Het tussen 1487 en 1512 gebouwde, laatgotische raadhuis, waar in 1648 de Westfaalse Vrede (met name de vrede tussen Zweden en de protestantse en katholieke Duitse vorsten en Frankrijk, dus het einde van de Dertigjarige Oorlog) werd gesloten, fungeert nog altijd als raadhuis. Aan het begin van de Tweede Wereldoorlog had men het interieur veiligheidshalve elders opgeslagen; geen overbodige maatregel, want het gebouw brandde op 13 september 1944 bijna geheel af na een geallieerd bombardement op de stad. In 1948, 300 jaar na de beroemde vrede, werd het geheel gerestaureerde raadhuis weer in gebruik genomen. Bij het raadhuis staan diverse standbeelden van o.a. Karel de Grote en andere Duitse keizers; deze dateren van het einde van de 19e eeuw.
- De Domkerk in laatromaanse stijl, die een gotische en een romaanse westtoren heeft.
- Mariakerk (St. Marienkirche), dicht bij het oude raadhuis
- De gotische rooms-katholieke Johannes-de Doperkerk (Johanniskirche) (1256-1292) met binnen o.a. een fraai altaarretabel uit 1512
- De laatgotische evangelisch-lutherse Catharinakerk, met 103 m hoge kerktoren, gebouwd 1543, na verwoesting in de Tweede Wereldoorlog herbouwd in 1950, na instortingsgevaar gerenoveerd in 1992, met fraai interieur
- Het Schloss (bisschoppelijk paleis) uit 1673, thans universiteit
- De Ledenhof (deels 15e-eeuws), schilderachtig voormalig stadskasteeltje ten noorden van het Schloss, nu kantoor van een federale Duitse overheidsinstantie, die onderzoek doet naar vredesvraagstukken
- Van de middeleeuwse stadsomwalling zijn enkele delen bewaard gebleven, waaronder de Bucksturm, een stadstoren, die in de middeleeuwen als gevangenis dienst deed en daarna als plaats, waar vermeende heksen werden opgesloten en gemarteld (hierover is in de toren een bescheiden expositie te zien). De poort Hegertor is kort na de Slag bij Waterloo van 1815 vervangen door een gedenkpoort voor de Duitse soldaten, die aan deze slag deelnamen. De toren Bürgergehorsam (1519) diende als gevangenis voor dieven en plegers van andere kleine vergrijpen. Langs het riviertje de Hase zijn enkele stukken van de oude stadsmuur bewaard gebleven.
- Haus Tenge, gebouwd in 1813/14 als woon- en kantoorpand voor een rijke koopman, herbergde tot 2018 een restaurant, dat twee Michelin-sterren had. Het pand staat (2020) te huur. Het is de bedoeling, hier weer een exclusief restaurant in te vestigen.
- Het voormalige Geertruidenklooster heeft een historie, die tot de tijd van Karel de Grote teruggaat. In de 11e eeuw werd een dochterklooster van de Benedictijnerabdij te Bad Iburg gesticht. Dit klooster bestond tot 1803. De kloosterkerk (Gertrudenkirche) dateert uit de 13e eeuw en is een simultaankerk, d.w.z. dat zowel rooms-katholieke als evangelisch-lutherse erediensten in het kerkgebouw plaatsvinden. Van het klooster is het paleisachtige abdissenhuis bewaard gebleven. Dit gebouw herbergt thans een ziekenhuis. Het gebouwencomplex is niet voor bezichtiging opengesteld.

#### Musea
- Domschat en museum van het diocees, (Domschatz- und Diözesanmuseum) in gebouw Forum naast de Dom: De kunsthistorisch belangrijke collectie bestaat uit religieuze voorwerpen, waaronder het van kort na het jaar 1000 daterende processiekruis, relieken van de heiligen Crispinus en Crispinianus, sculpturen uit de vroege 16e eeuw van de hand van de Meester van Osnabrück, miskelken, kazuifels, enz.
- Kunsthalle Dominikanerkirche
- Felix-Nussbaum-Haus (geopend in 1998), ontworpen door de architect Daniel Libeskind, gewijd aan het werk van deze kunstenaar uit Osnabrück
- Museum Industriekultur Osnabrück, museum van het industrieel erfgoed op de Piesberg (stadsdelen Pye en Haste). Hier was vroeger een grote steenkoolmijn en een grote staalfabriek gevestigd. Naast oude stoommachines en een expositie over de steenkoolwinning is er in het museum een belangrijke collectie, bij de steenkoolwinning blootgelegde, fossielen te zien.
- Museum am Schölerberg, nabij de A30, de kantoren van de Kreisverwaltung en de dierentuin, is een vooral op kinderen en jongeren gericht natuur- en milieu-educatiecentrum. Het beschikt over een planetarium. De collectie ondergronds levende dieren van de Zoo Osnabrück is in dit museum te zien.
- Museum am Heger Tor, dicht bij het Felix-Nussbaum-Haus: geschiedenis van de stad Osnabrück, streekmuseumcollectie.

#### Muziek, theater e.d.
- Het Stadstheater aan de Domhof (bouwjaar 1909) heeft 642 zitplaatsen. Er vinden uitvoeringen plaats van opera, operette, musical, ballet en klassieke muziek.
- De stad heeft een (bescheiden) symfonieorkest, dat voornamelijk klassieke muziek uitvoert.
- In Osnabrück zijn verder diverse kleine, vaak op kinderen en jongeren gerichte, theaters en muziekpodia. Eén klein theater heeft zich gespecialiseerd in Engelstalig toneel.

#### Straße der Megalithkultur
In Osnabrück begint de Straße der Megalithkultur, een route langs diverse megalitische bouwwerken uit de prehistorie. In de gemeente Osnabrück liggen ook enkele van de hunebedden die behoren tot deze route.

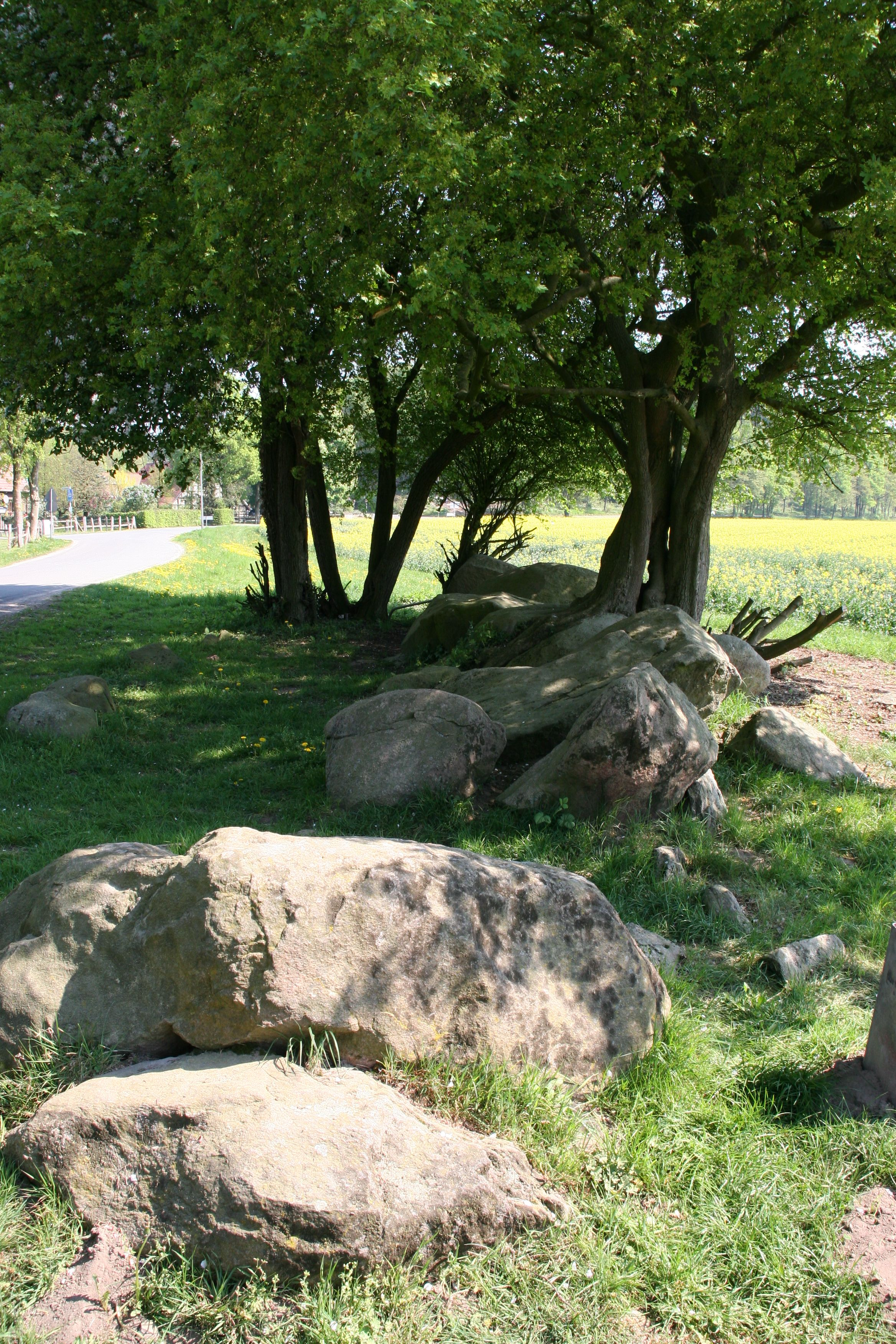
Östringer Steine I, dal van de beek Nette[6] in OS-Haste, Sprockhoff-Nr. 912-913
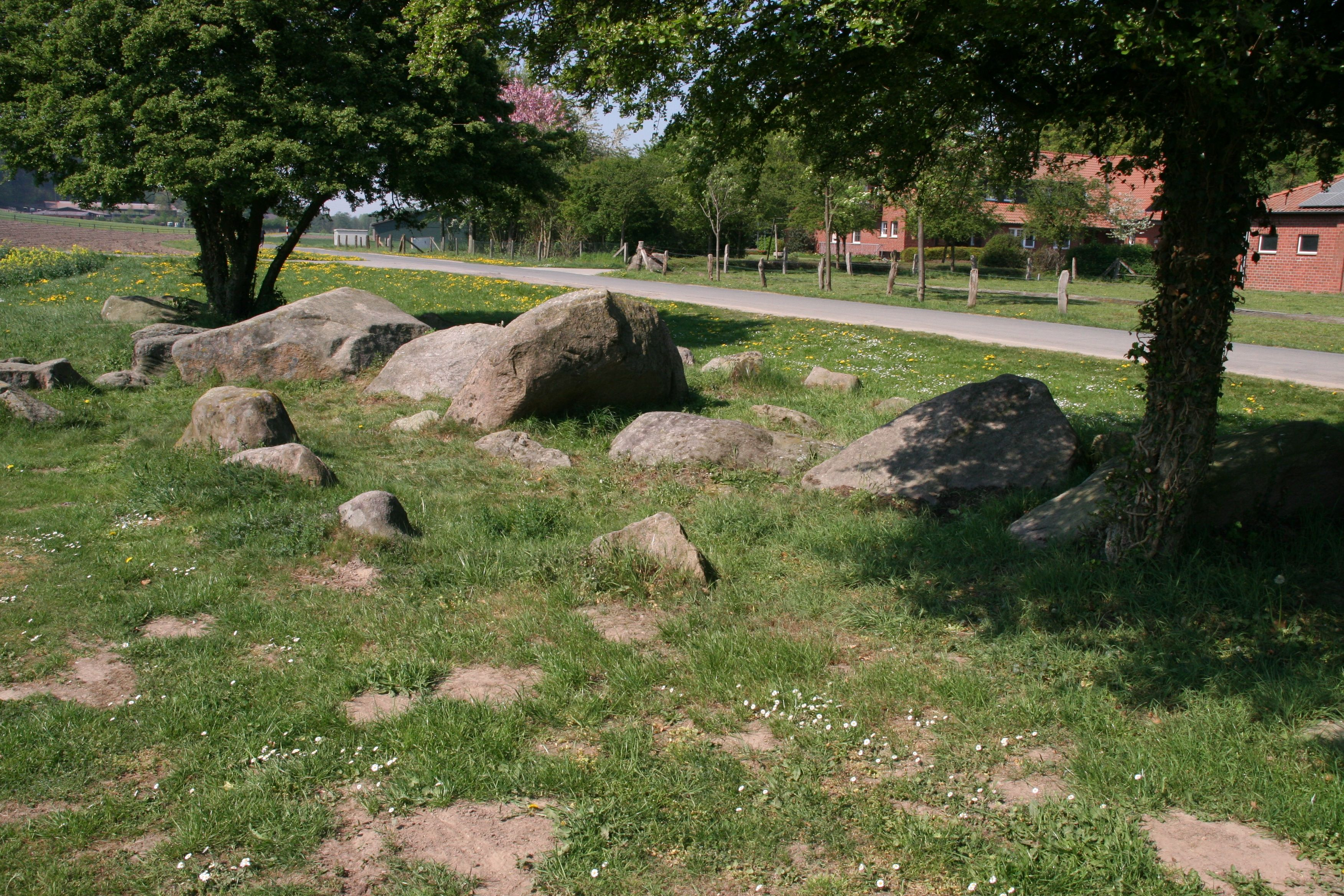
Östringer Steine II, dal van de beek Nette in OS-Haste, Sprockhoff-Nr. 912-913
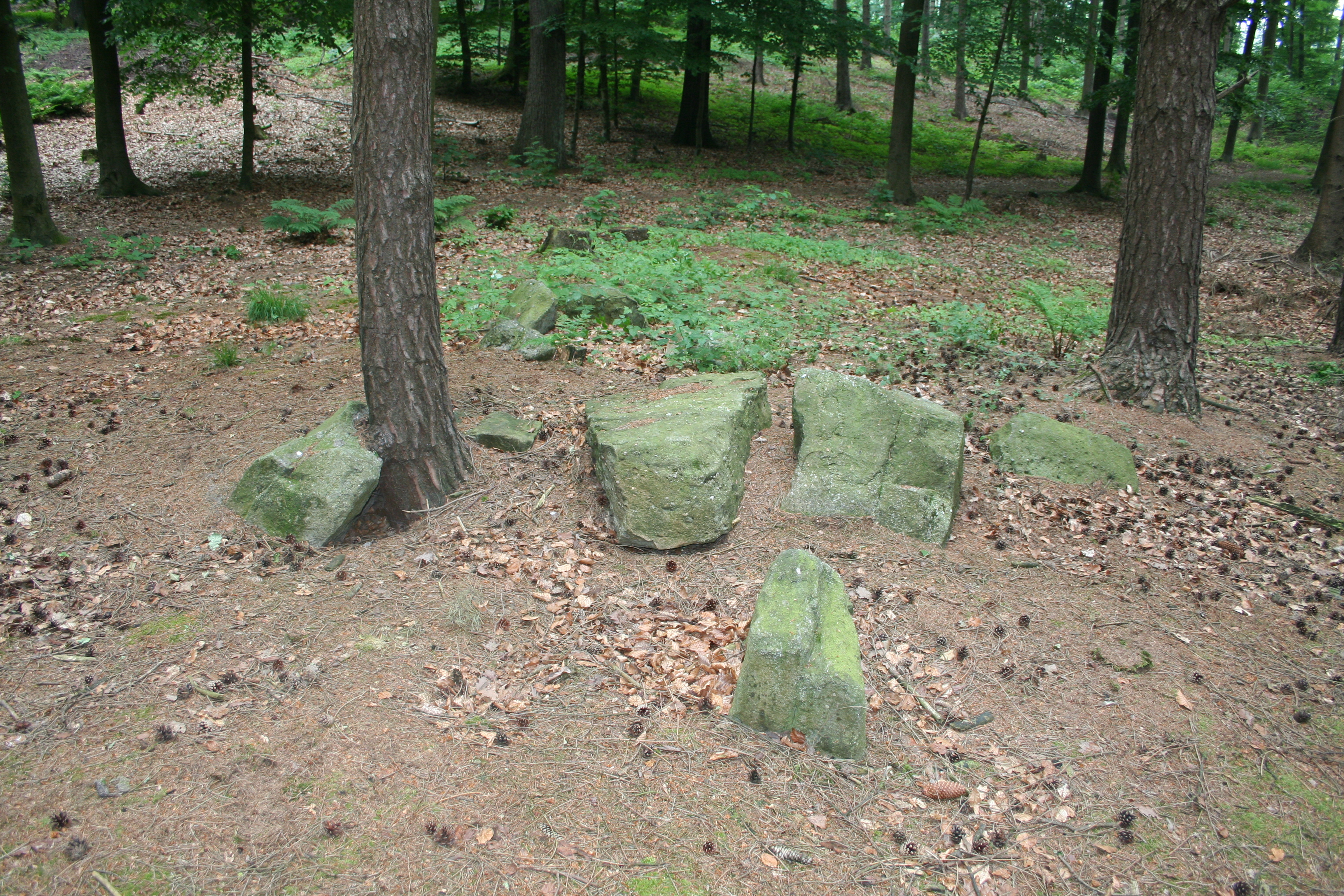
Kleine Karlsteine OS-Haste, Sprockhoff-Nr. 909-910
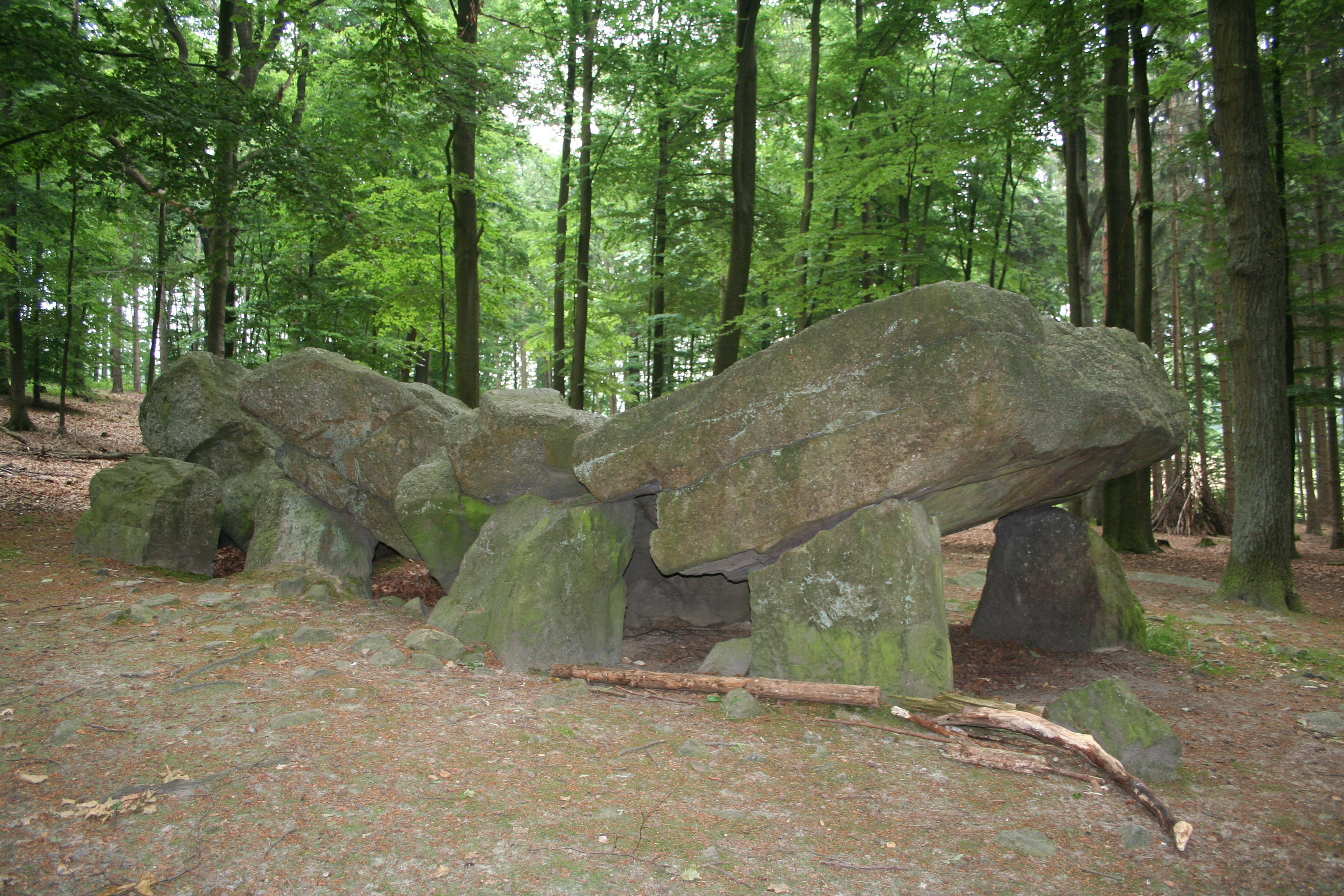
Große Karlsteine OS-Haste, Sprockhoff-Nr. 909-910
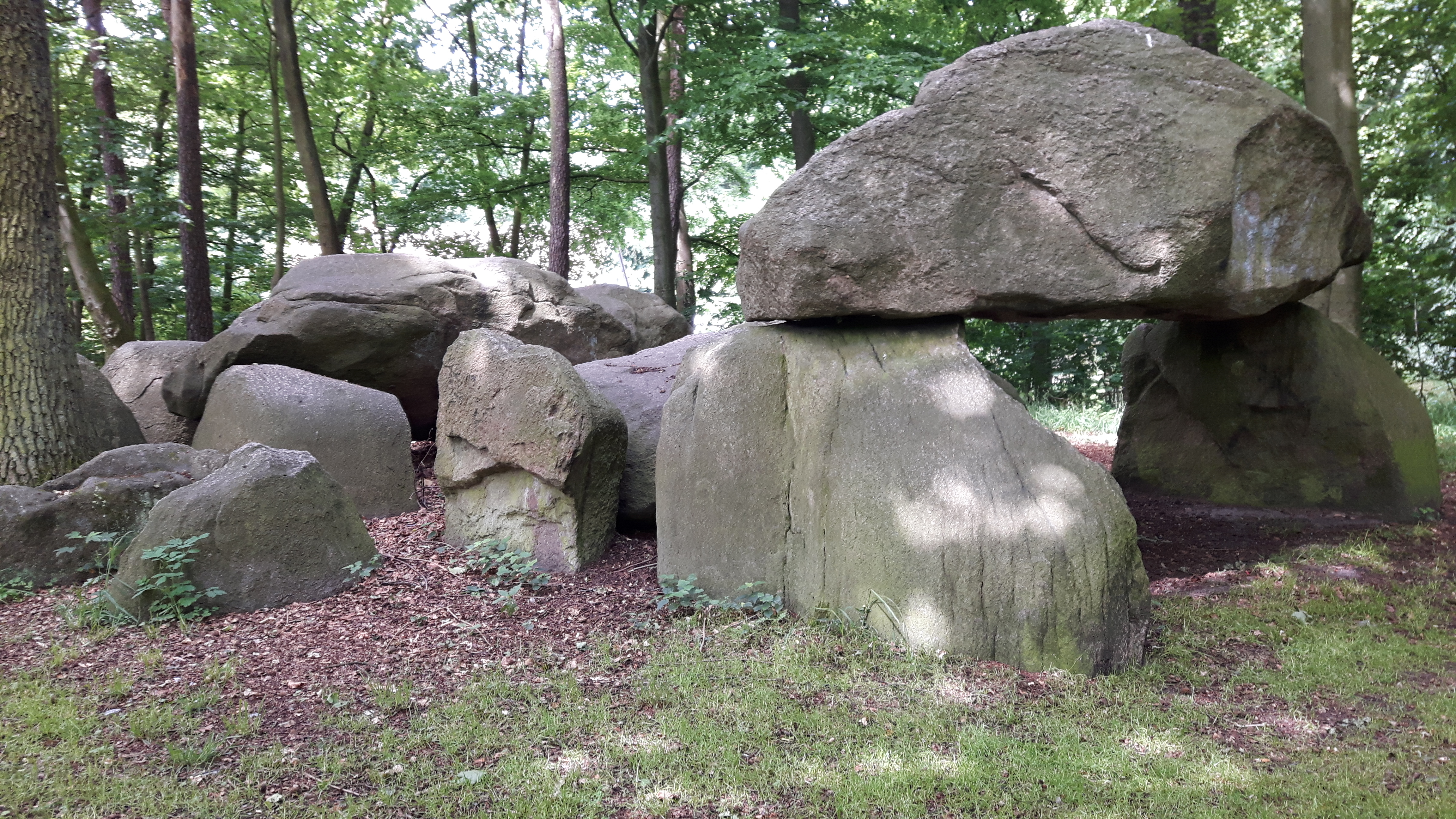
Gretescher Steine OS-Gretesch, Sprockhoff-Nr. 920
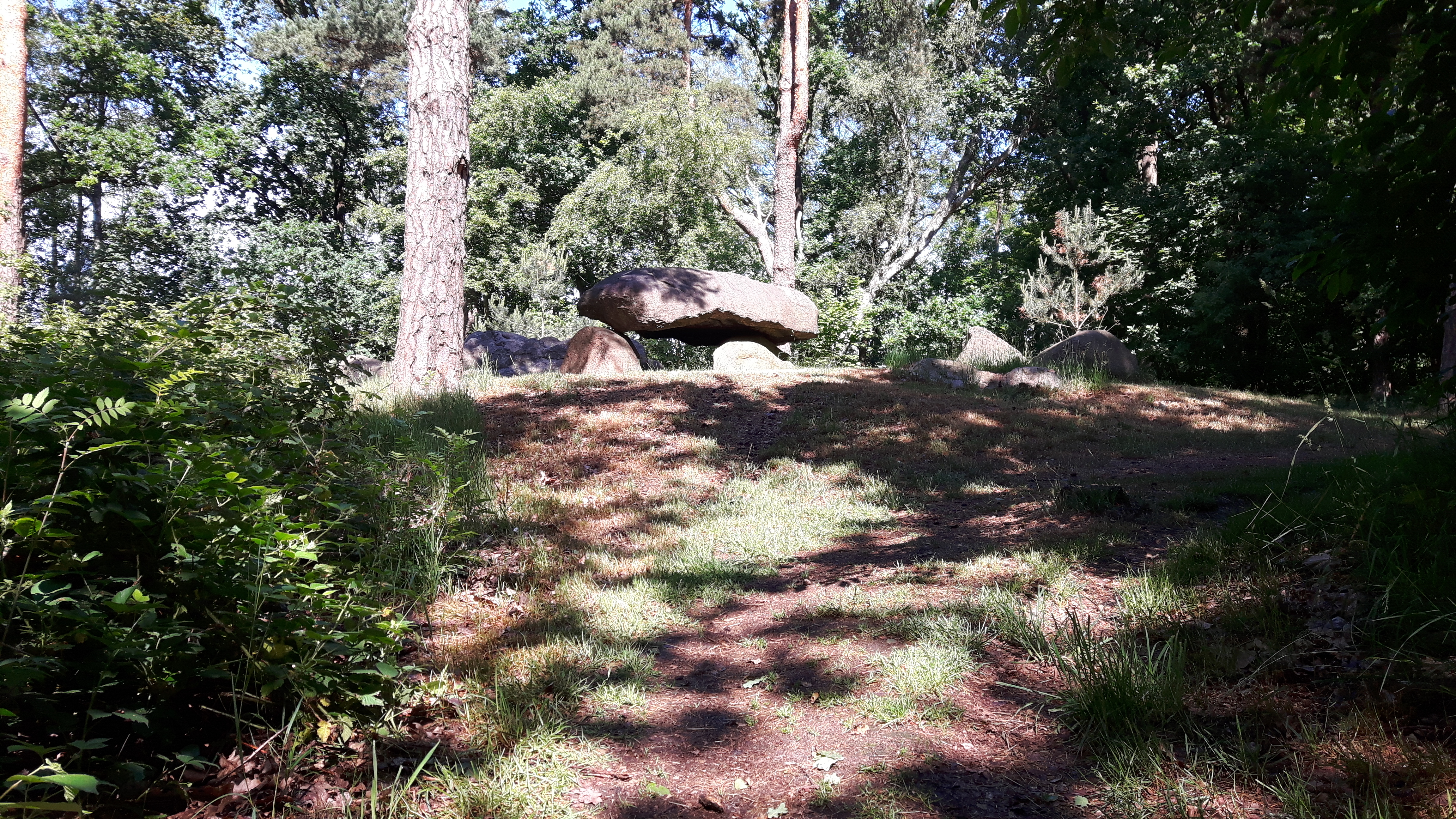
Großsteingrab Teufelssteine OS-Voxtrup, Sprockhoff-Nr. 914

### Toerisme e.d.
- Sinds 1936 heeft Osnabrück een dierentuin. Deze bevindt zich ten zuidwesten van de binnenstad.
- Vanaf de Piesberg loopt een industriespoorlijntje van de vroegere kolenmijn in de richting van het centrum. Op dit lijntje worden van tijd tot tijd toeristische ritten met historische stoomtreinen georganiseerd.
- Osnabrück ligt in het Teutoburger Woud. De omgeving van de stad is dus rijk aan natuurschoon.
- Enige langeafstandswandelroutes lopen door Osnabrück. Ook de wandelweg die in Duitsland Töddenweg heet en in Nederland doorloopt als het Marskramerpad dat via o.a. Deventer naar Den Haag loopt, begint hier.
- Botanische tuin van de universiteit, Stadtteil Westerberg

### Sport
- Stadion an der Bremer Brücke, 16.100 plaatsen, voetbalstadion, in gebruik bij de VfL Osnabrück. Deze club ontstond in 1924 door een fusie van enkele clubs en speelde van de oprichting tot 1963, op drie seizoenen na, in de hoogste klasse. Na de invoering van de Bundesliga speelde de club niet meer op het hoogste niveau. Tot 1993 speelden ze op één uitzondering na wel nog steeds in de tweede klasse. Sindsdien speelt de club nog sporadisch in de tweede klasse.
- De stad heeft een roeiclub, die samenwerkt met het Gymnasium Carolinum. Deze heeft al diverse roeiers van wereldfaam, onder wie enige wereldkampioenen en winnaars van medailles op de Olympische Spelen voortgebracht.
- Osnabrück bezit verder een ijshockeyhal, twee golfaccommodaties, diverse overdekte zwembaden, sporthallen en andere faciliteiten, die men in een universiteitsstad van deze omvang mag verwachten.

## Verkeer en vervoer

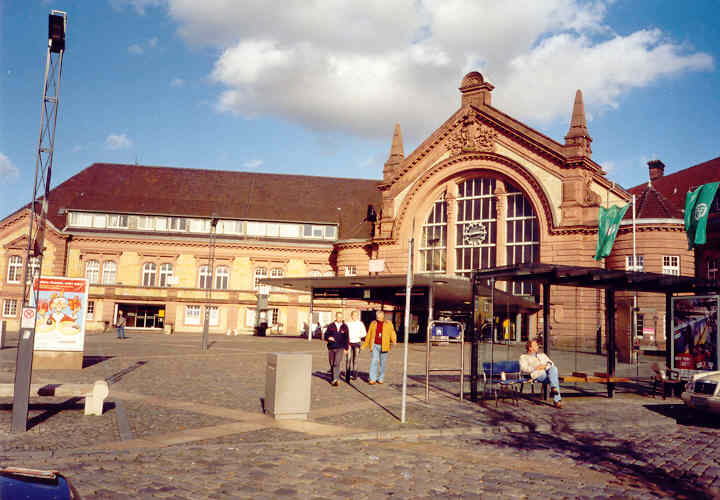
Het centraal station uit 1895

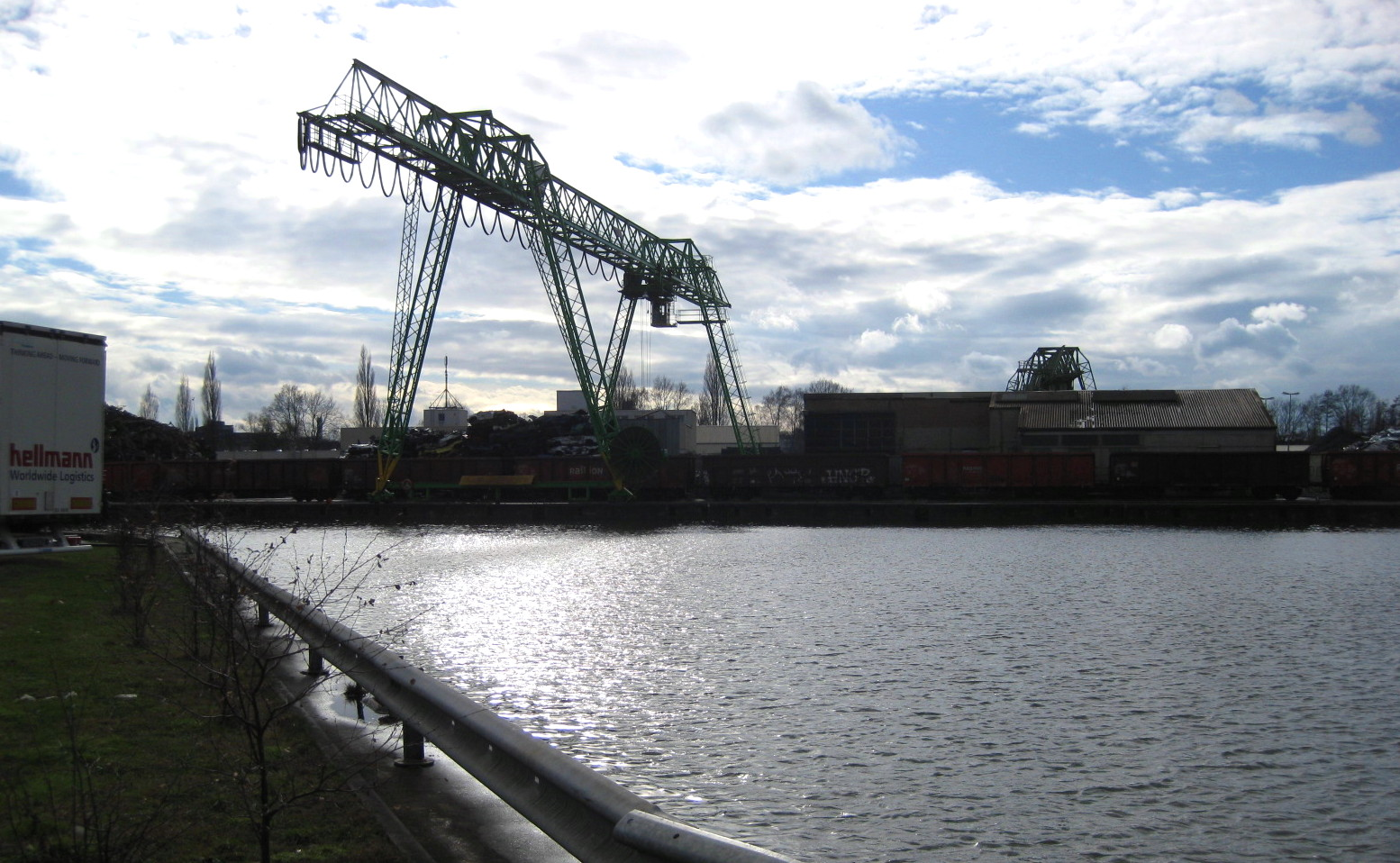
De Osnabrücker binnenhaven

Osnabrück ligt aan een kruispunt van spoorlijnen, wat te zien is aan het (aan de oostrand van de binnenstad gelegen) stationsgebouw: de west-oostverbinding van Amsterdam naar Berlijn kruist er die van Hamburg naar Keulen op twee niveaus. Van regionaal belang zijn verder de verbindingen met Oldenburg en Bielefeld. Behalve het Hauptbahnhof (Centraal Station) bevindt zich aan de spoorlijn naar het westen een tweede station, Osnabrück Altstadt.
Ook het zuidelijk van het centrum gelegen Stadtteil Sutthausen heeft een treinstation aan de met een stoptrein bediende lokale spoorlijn naar Bielefeld.
In de stad rijden stadsbussen. Veel buslijnen beginnen en eindigen aan de Neumarkt. Dit langgerekte plein, waar tot 2014 een voetgangerstunnel onderdoor liep, ligt midden in het centrum, iets ten oosten van de universiteit en ten zuiden van de Dom. Trams en trolleybussen rijden er sinds 1960 resp. 1968 niet meer.
Osnabrück deelt een internationale luchthaven met Münster: Luchthaven Münster-Osnabrück bij Greven, ongeveer 40 km ten zuidwesten van de stad. In stadsdeel Atter bevindt zich een klein vliegveld, Flugplatz Osnabrück-Atterheide, ICAO-code EDWO. Het heeft één 800 m lange geasfalteerde start- en landingsbaan. Het wordt gebruikt voor hobby- en kleine zakenvliegtuigjes en voor helikopters.
Voor het wegverkeer liggen ten westen langs Osnabrück de A1 van Bremen naar Münster en ten zuiden van de stad de A30 vanuit Hengelo naar Hannover en verder, met afritten 16 (OS-Hellern), vanwaar een korte weg rechtstreeks, langs het Schloss, op de Neumarkt in de binnenstad uitkomt, 17 (OS-Sutthausen), 18 (OS-Nahne), richting dierentuin, en 19 (Autobahnkreuz OS-Süd met de A33). De Teutoburger-Wald-Autobahn (A33) begint ten oosten van de stad (afritten 6 OS-Schinkel, 7 OS-Lüstringen en 8 OS-Fledder) en vormt naar het zuidoosten de verbinding met Bielefeld.
De stad heeft een binnenhaven. Vrachtschepen kunnen via het 14,5 km lange, in 1915 aangelegde en in 2011 vernieuwde, Stichkanal Osnabrück van het Mittellandkanaal te Bramsche door enige sluizen naar Osnabrück varen. Voor de roei- en andere watersportclubs van Osnabrück heeft deze waterweg een apart zijkanaal.

## Onderwijsinstellingen

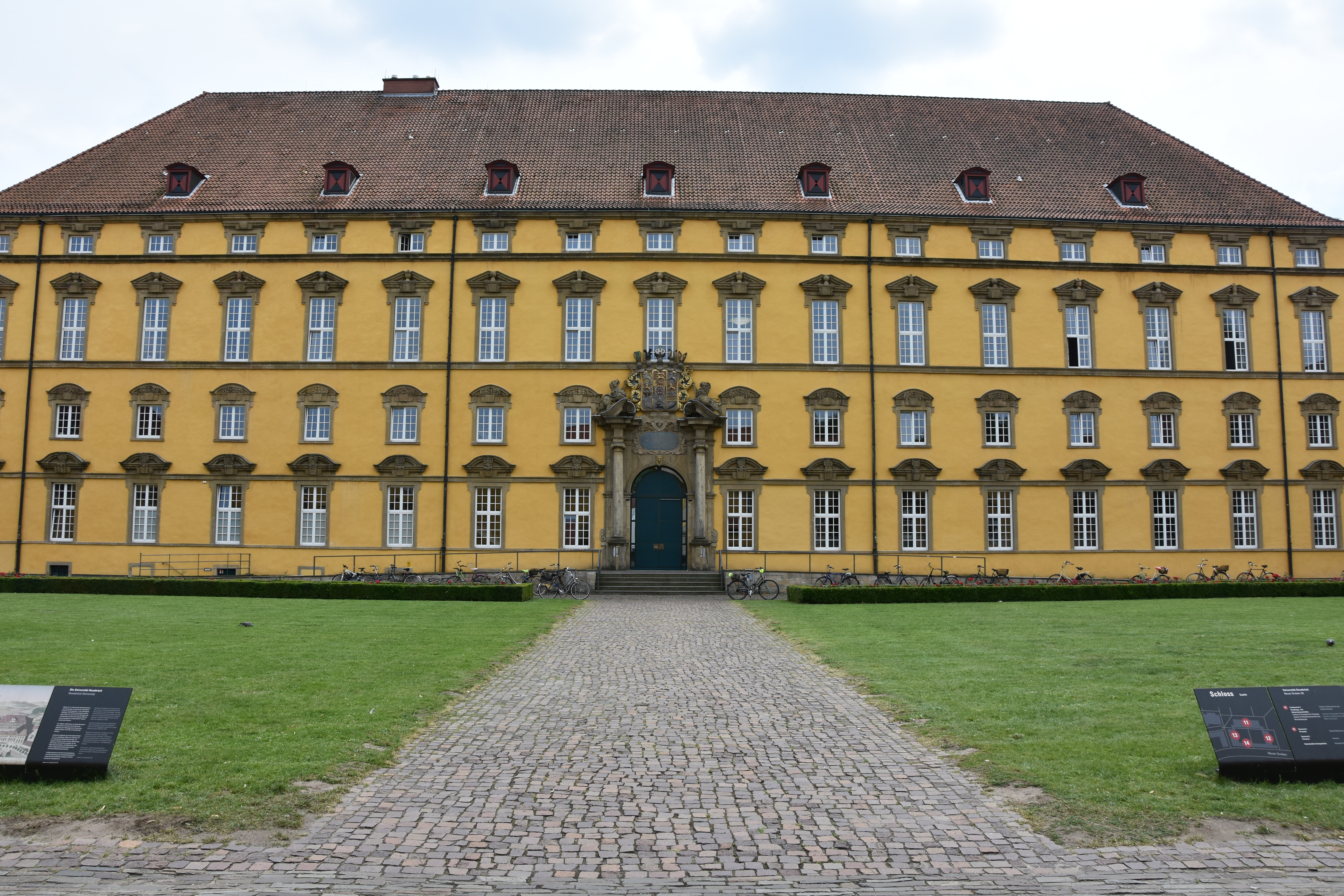
Kasteel Osnabrück, vanaf 1673 bisschoppelijke residentie, nu administratiegebouw van de universiteit

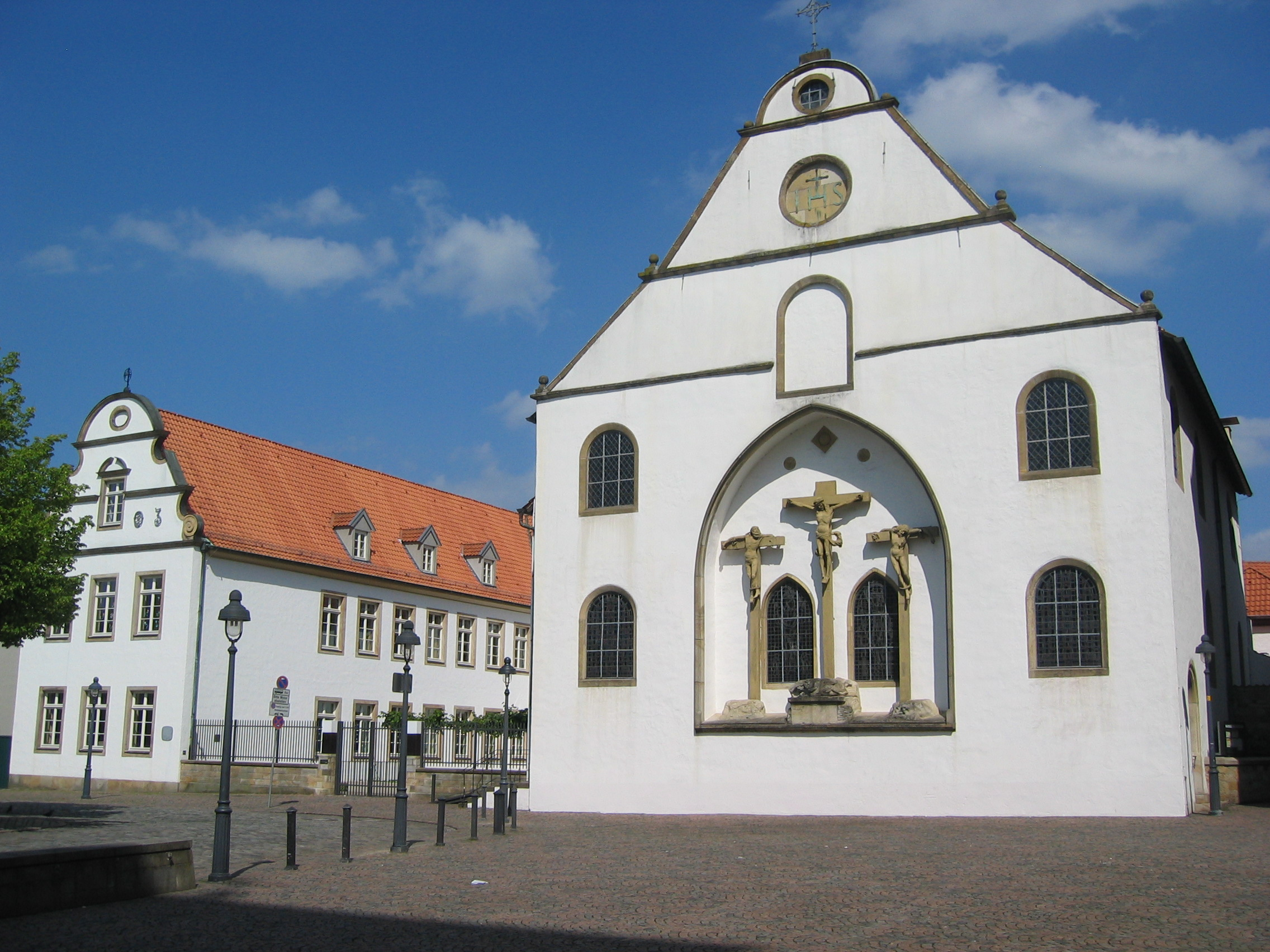
Gymnasium Carolinum, gevel van kerk en zijvleugel

- De Universiteit Osnabrück, gehuisvest in o.a. het Schloss (bisschoppelijke residentie uit 1673)
- Osnabrück bezit een zgn. Fachhochschule, een hogeschool voor hoger beroepsonderwijs in talrijke disciplines.
- Het Gymnasium Carolinum beweert een van de twee oudste, door Karel de Grote gestichte, scholen van Duitsland te zijn. De school is naar hem genoemd. De Grote liet naast Osnabrück ook in Münster een Latijnse school inrichten. In de 16e eeuw was de school lange tijd protestants, maar met toenemend ook weer rooms-katholieke invloed. Het gebouwencomplex dateert grotendeels uit de tijd na 1625, de periode, dat deze onderwijsinstelling niet alleen een gymnasium, maar ook een universiteit van de jezuïetenorde was, met een eigen kerkgebouw (Kleine Kirche, 1682-1685). Vanaf 1633, toen de Zweedse beztter tijdens de Dertigjarige Oorlog de jezuïeten had verjaagd, werd het weer alleen een katholiek gymnasium, en dat is het, met diverse moderniseringen, gebleven. De school heeft een eigen roeiclub.
- De stad beschikt over meerdere gymnasia. Daarbij moet bedacht worden, dat een Duitse middelbare school, waar onderwijs van niveau wordt geboden, zich al snel gymnasium mag noemen, ook al worden er geen klassieke talen onderwezen.

## Media
Het plaatselijke dagblad van Osnabrück en omgeving, met daarbij het Eemsland, is de Neue Osnabrücker Zeitung. Deze krant ontstond in 1967 uit een fusie van de Neue Tagespost en het Osnabrücker Tageblatt.

## Bevolkingsontwikkeling
Op 31 december 2020 had 15,48% van de inwoners een niet-Duits staatsburgerschap (25.420 niet-Duitsers) en hadden 255 inwoners het Nederlandse staatsburgerschap.
| Datum      |               | Inwoners |        | Buitenlanders | Buitenlanders | Buitenlanders | Buitenlanders |
| Datum      | Totaal        | Inwoners | %      |               | Nederlanders  |               |               |
| ---------- | ------------- | -------- | ------ | ------------- | ------------- | ------------- | ------------- |
| 31.12.2022 |               | 167.366  |        |               |               |               |               |
| 31.12.2021 | 165.034       | 26.045   | 15,78% | 265           |               |               |               |
| 31.12.2020 | 164.223       | 25.420   | 15,48% | 255           |               |               |               |
| 31.12.2019 | 165.251       | 25.290   | 15,3%  | 255           |               |               |               |
| 31.12.2018 | 164.748       | 24.470   | 14,85% | 255           |               |               |               |
| 31.12.2017 | 164.374       | 23.915   | 14,55% | 250           |               |               |               |
| 31.12.2016 | 164.070       | 22.855   | 13,93% | 245           |               |               |               |
| 31.12.2015 | 162.403       | 19.421   | 11,96% | 241           |               |               |               |
| 31.12.2014 | 156.897       | 17.648   | 11,25% | 252           |               |               |               |
| 31.12.2013 | 156.315       | 16.602   | 10,62% | 261           |               |               |               |
| 31.12.2012 | 155.625       | 15.985   | 10,27% | 261           |               |               |               |
| 31.12.2011 | 154.513       | 15.209   | 9,84%  | 247           |               |               |               |
| 31.12.2010 | 164.119       | 14.707   | 8,96%  | 244           |               |               |               |
| 31.12.2009 | 163.514       | 14.554   | 8,9%   | 222           |               |               |               |
| 31.12.2008 | 163.286       | 14.584   | 8,93%  | 222           |               |               |               |
| 31.12.2007 | 162.870       | 14.631   | 8,98%  | 223           |               |               |               |
| 31.12.2006 | 163.020       | 14.718   | 9,03%  | 230           |               |               |               |
| 31.12.2005 | 163.814       | 15.137   | 3,14%  | 227           |               |               |               |
| 31.12.2004 | 164.489       | 15.832   | 9,62%  | 243           |               |               |               |
| 31.12.2003 | 165.517       | 16.161   | 9,76%  | 260           |               |               |               |
| 31.12.2002 | 164.561       | 15.877   | 9,65%  | 263           |               |               |               |
| 31.12.2001 | 164.195       | 16.183   | 9,86%  | 273           |               |               |               |
| 31.12.2000 | 164.101       | 15.709   | 9,57%  | 270           |               |               |               |
| 31.12.1999 | 164.539       | 15.994   | 9,72%  | 265           |               |               |               |
| 31.12.1998 | 165.283       | 16.068   | 9,72%  | 278           |               |               |               |
| 31.12.1997 | 166.653       | 16.034   | 9,62%  | 272           |               |               |               |
| 31.12.1996 | 167.326       | 15.928   | 9,52%  | 285           |               |               |               |
| 31.12.1995 | 168.618       | 15.963   | 9,47%  | 309           |               |               |               |
| 31.12.1994 | 168.050       | 15.492   | 9,22%  | 311           |               |               |               |
| 31.12.1993 | 168.078       | 15.317   | 9,11%  | 297           |               |               |               |
| 31.12.1992 | 166.837       | 14.806   | 8,87%  | 293           |               |               |               |
| 31.12.1991 | 165.143       | 12.670   | 7,67%  | 303           |               |               |               |
| 31.12.1990 | 163.168       | 12.154   | 7,45%  | 293           |               |               |               |
| 31.12.1989 | 161.317       |          |        |               |               |               |               |
| 31.12.1988 | 154.594       |          |        |               |               |               |               |
| 31.12.1987 | 151.255       | 12.341   | 8,16%  |               |               |               |               |
| 31.12.1986 | 153.776       | 12.316   | 8,01%  |               |               |               |               |
| 31.12.1985 | 153.202       | 12.006   | 7,84%  |               |               |               |               |
| 31.12.1984 | 153.587       | 12.509   | 8,14%  |               |               |               |               |
| 31.12.1983 | 155.873       | 13.646   | 8,75%  |               |               |               |               |
| 31.12.1982 | 156.558       | 14.450   | 9,23%  |               |               |               |               |
| 31.12.1981 | 157.203       | 14.281   | 9,08%  |               |               |               |               |
| 31.12.1980 | 157.367       | 13.588   | 8,63%  |               |               |               |               |
| 31.12.1979 | 158.150       | 12.545   | 7,93%  |               |               |               |               |
| 31.12.1978 | 159.055       | 11.896   | 7,48%  |               |               |               |               |
| 31.12.1977 | 159.492       |          |        |               |               |               |               |
| 31.12.1976 | 160.242       |          |        |               |               |               |               |
| 31.12.1975 | 161.655       |          |        |               |               |               |               |
| 31.12.1974 | 163.658       |          |        |               |               |               |               |
| 31.12.1973 | 164.044       |          |        |               |               |               |               |
| 31.12.1972 | 163.968       |          |        |               |               |               |               |
| 31.12.1971 | 165.320       |          |        |               |               |               |               |
| 31.12.1970 | 166.238       |          |        |               |               |               |               |
| 31.12.1969 | 165.980       |          |        |               |               |               |               |
| 31.12.1968 | 164.389       |          |        |               |               |               |               |
| Datum      |               | Inwoners |        | Totaal        | %             |               | Nederlanders  |
| Datum      | Buitenlanders | Inwoners |        |               |               |               |               |

1. 1 2  Vanwege geheimhoudingsredenen (§ 16 Bundesstatistikgesetz) worden de statistieken van buitenlanders vanaf 2016 alleen nog maar afgerond weergegeven (veelvoud van vijf).

## Stedenbanden
Osnabrück heeft een stedenband met:
- Haarlem (Nederland), sinds 1961
- Angers (Frankrijk), sinds 1964 samen met Haarlem
- Afula (Israël)
- Derby (Verenigd Koninkrijk)
- Çanakkale (Turkije)
- Tver (Rusland)
- Greifswald (voormalige DDR)
- Evansville (Indiana, Verenigde Staten) (dit betreft een minder intensieve zgn. stedenvriendschap)

## Bekende inwoners van Osnabrück

### Geboren
- Ernst August II van Hannover (bisschop), (1674–1728), ook te Osnabrück overleden, prins-bisschop van Osnabrück
- Justus von Gruner (1777–1820), diplomaat en politiechef
- Friedrich Clemens Gerke (1801–1888), schrijver, pionier op het gebied van de telegrafie, herzag de morsecode
- Heinrich Abeken (1809–1872), theoloog en als ambtenaar assistent van Otto von Bismarck
- Erich Maria Remarque (1898–1970), schrijver
- Friedrich Vordemberge-Gildewart (1899–1962), kunstschilder en grafisch ontwerper
- Hans Calmeyer (1903–1972), jurist en verzetsstrijder in de Tweede Wereldoorlog
- Felix Nussbaum (1904–1944), schilder en Holocaustslachtoffer
- Hermann Hackmann (1913–1994), oorlogsmisdadiger
- Peter van Pels (1926–1945), onderduiker in Het Achterhuis
- Reinhold Remmert (1930–2016), wiskundige
- Heinrich E. Weber (1932–2020), botanicus, musicoloog en hoogleraar
- Jost Vacano (1934), cameraman
- Ulli Martin (1946), schlagerzanger
- Olaf Scholz (1958), politicus (SPD); bondskanselier sinds 2021
- Christian Wulff (1959), bondspresident van Duitsland (2010–2012)
- Boris Pistorius (1960), politicus
- Volker Fried (1961), hockeyer
- Thomas Möllenkamp (1961), wedstrijdroeier
- Gentleman (1975), zanger
- Robin Schulz (1987), deejay en producer
- Felix Klaus (1992), voetballer
- Nico Knystock (1995), voetballer
- Donis Avdijaj (1996), voetballer
- Steffen Tigges (1998), voetballer

### Overleden
- De zalige Reiner von Osnabrück (Groningen, 12e eeuw-1233), heremiet en zelfkastijder. Zijn gebeente berust in een schrijn in de Dom van Osnabrück.

### Woonachtig (geweest)
- Hermann van Pels (1898–1944), Holocaustslachtoffer, woonde tot 1933 in Osnabrück
- Jan Tebrügge (1988), wereldkampioen roeien (in de mannen-acht)

## Galerij

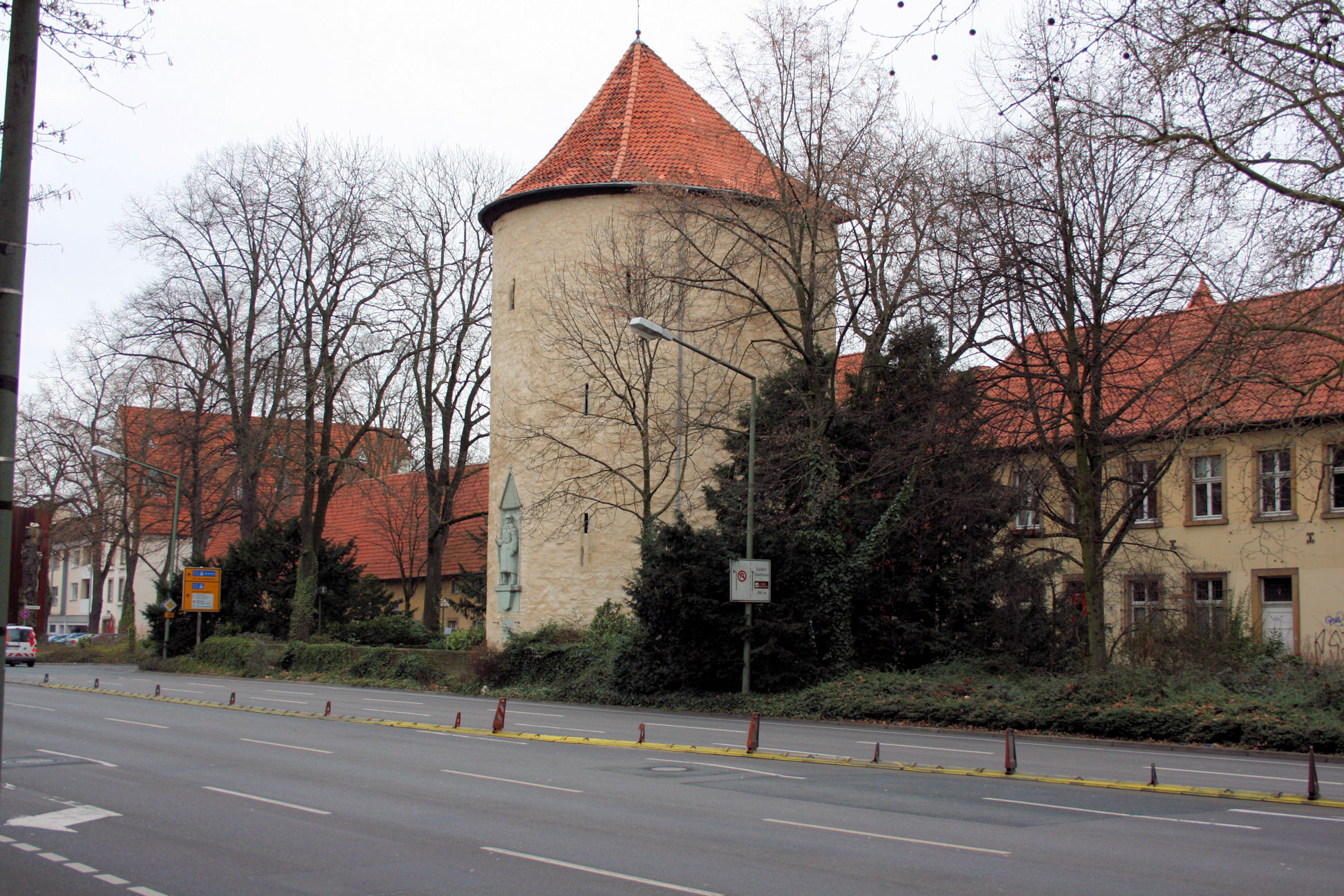
Toren Bucksturm in Osnabrück
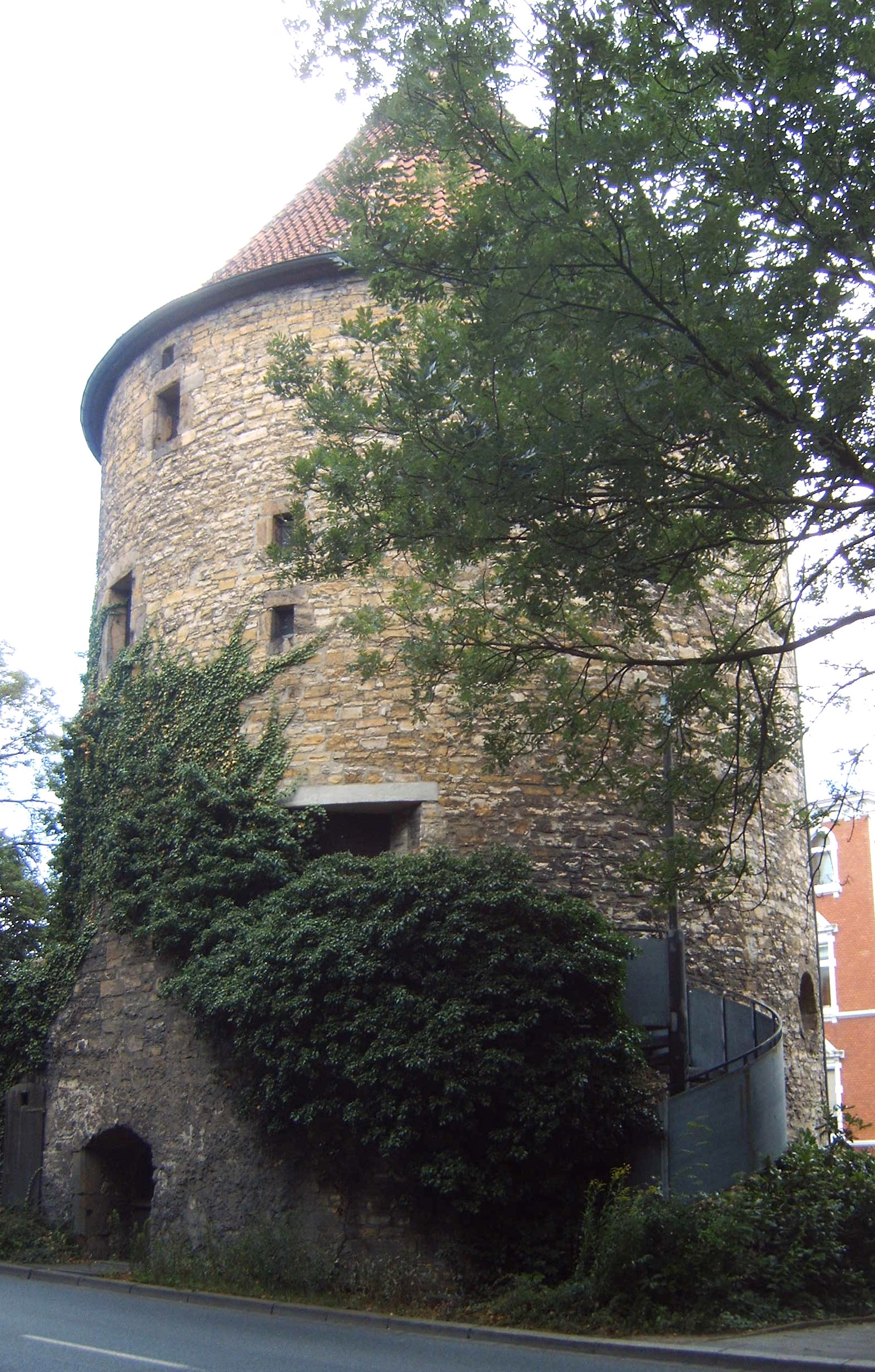
De toren Bürgergehorsam, 16e-eeuws restant van de stadsomwalling
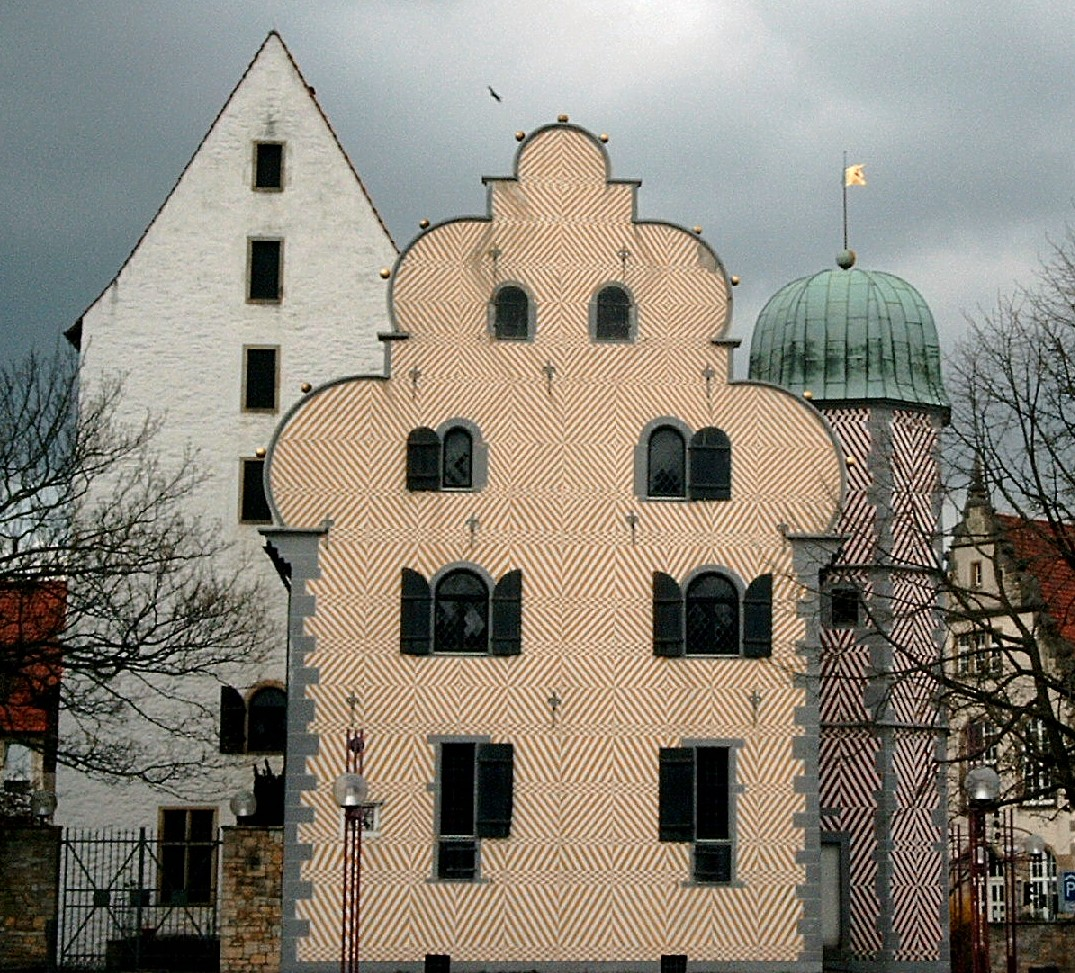
De Ledenhof, tussen de Catharinakerk en het Schloss (universiteit)
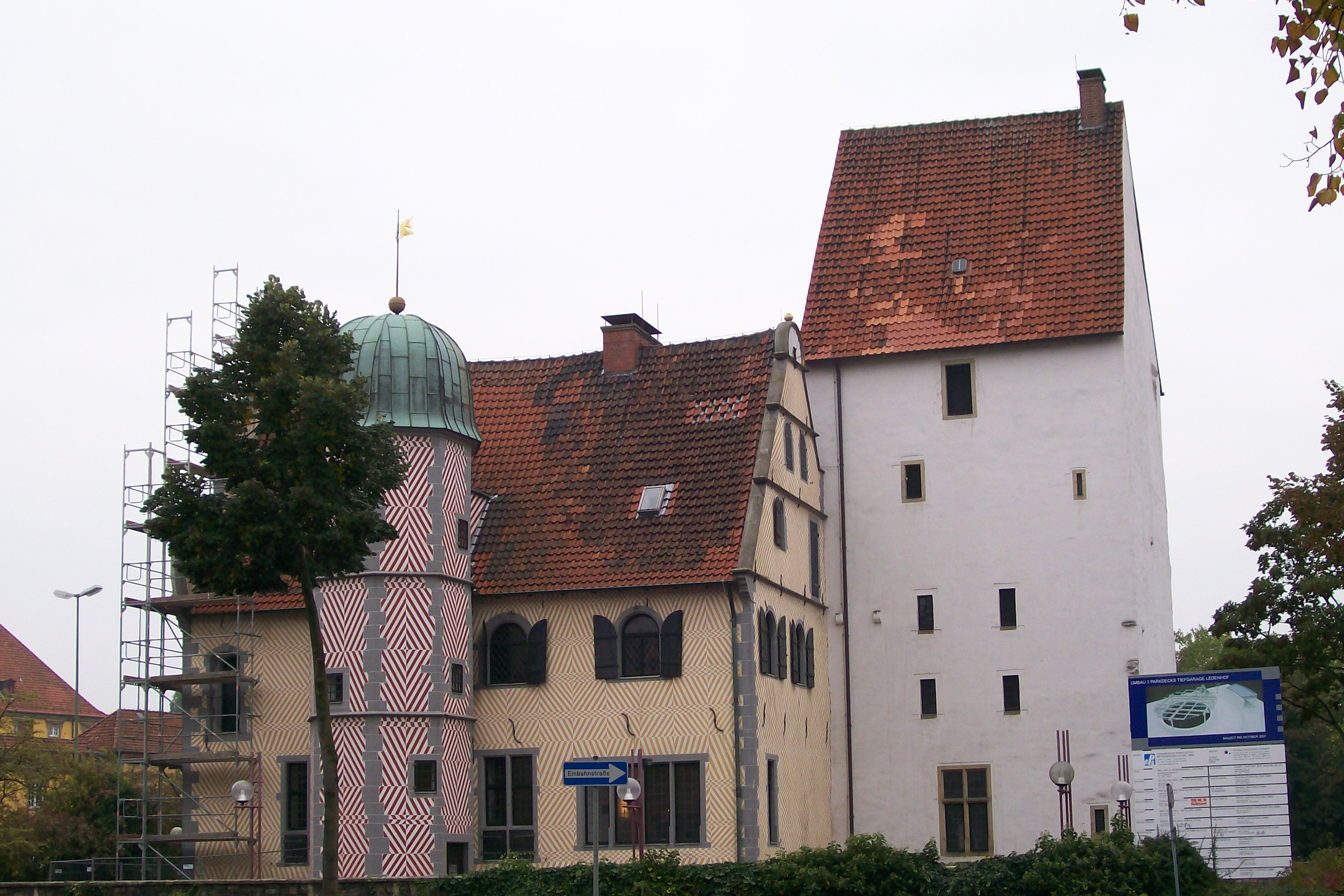
De Ledenhof in Osnabrück (achterkant)
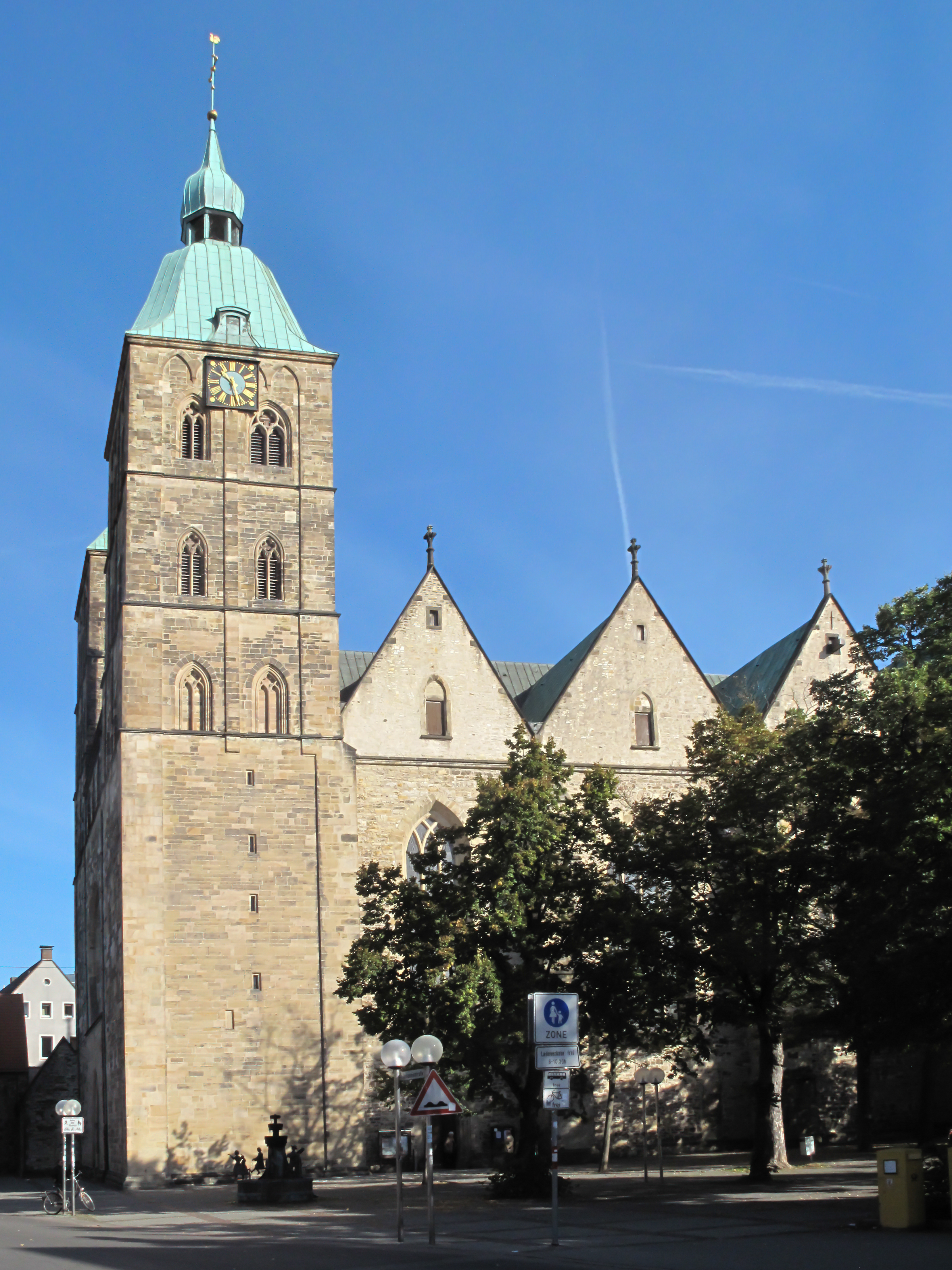
De Johanneskerk
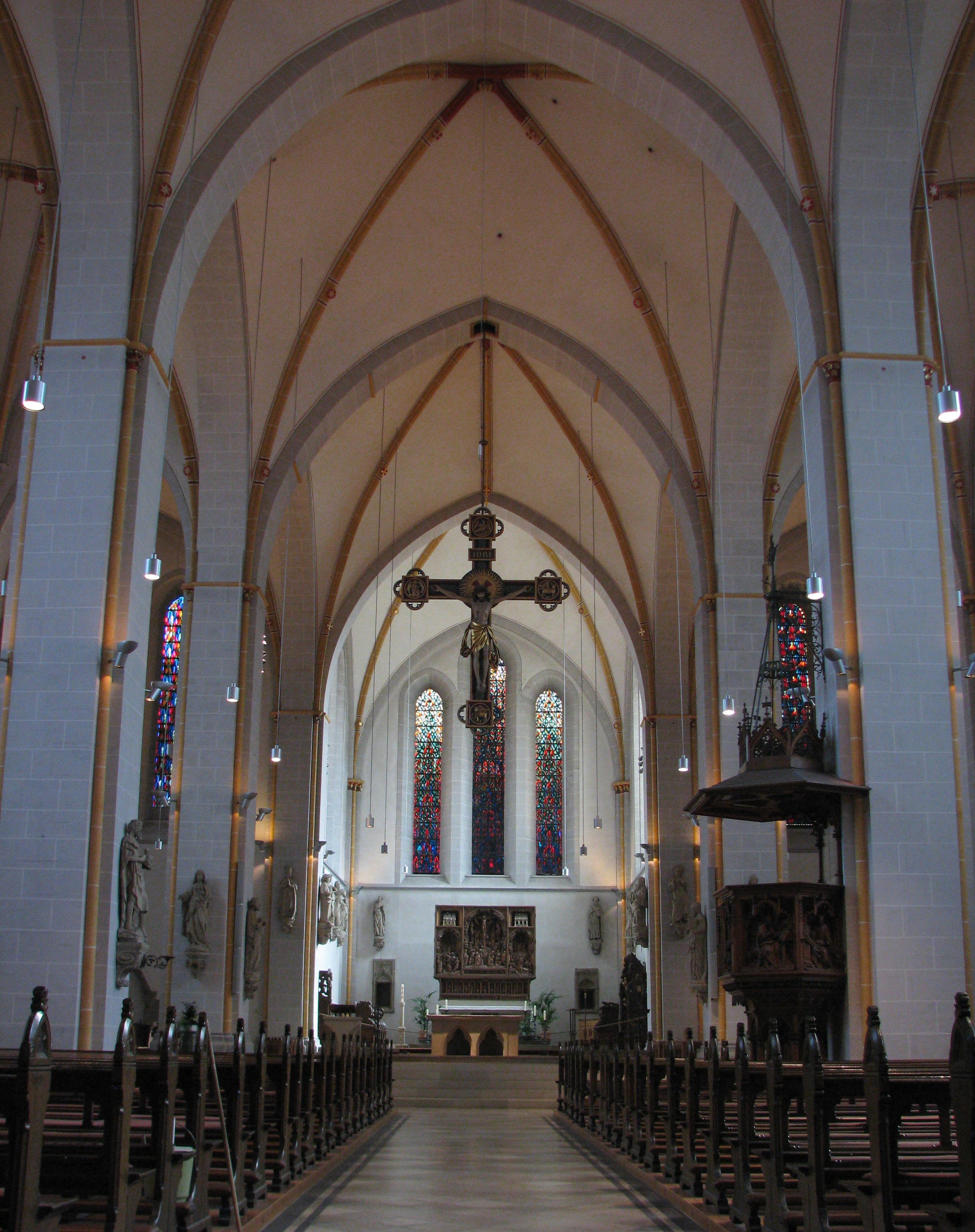
Interieur Johanniskirche met altaarretabel uit 1512
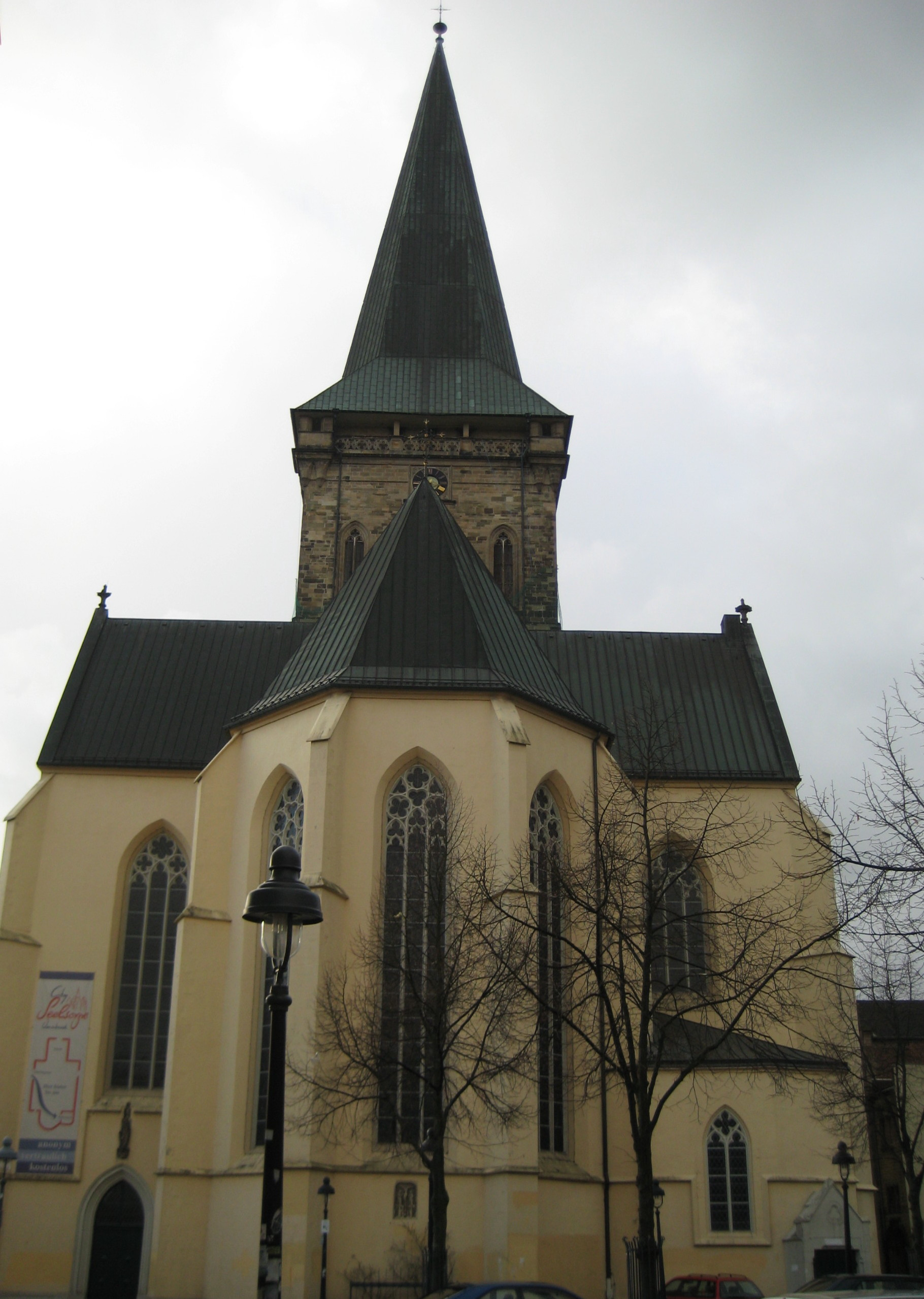
Het koor van de Catharinakerk
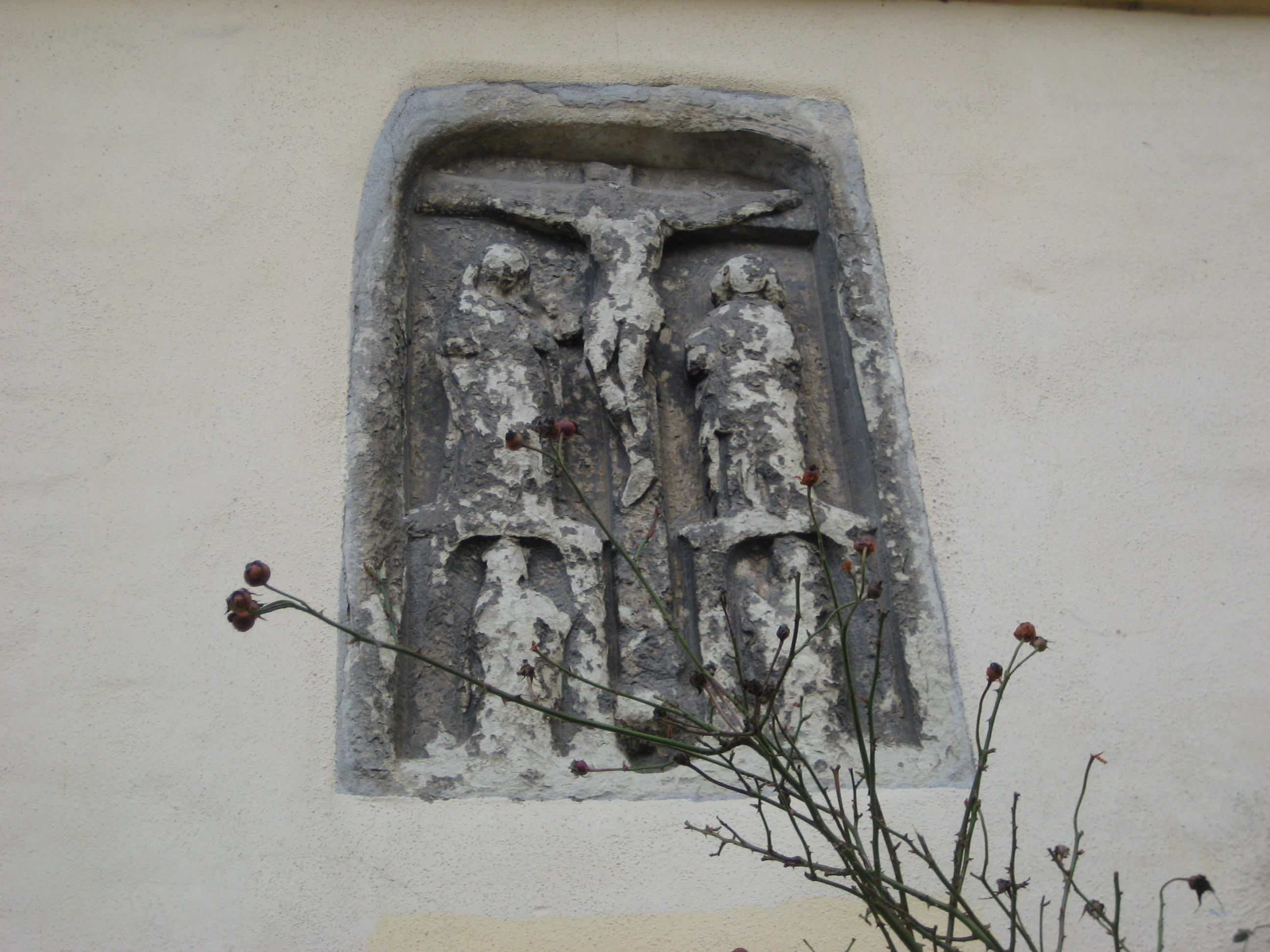
Kruisigingsreliëf in de Catharinakerk
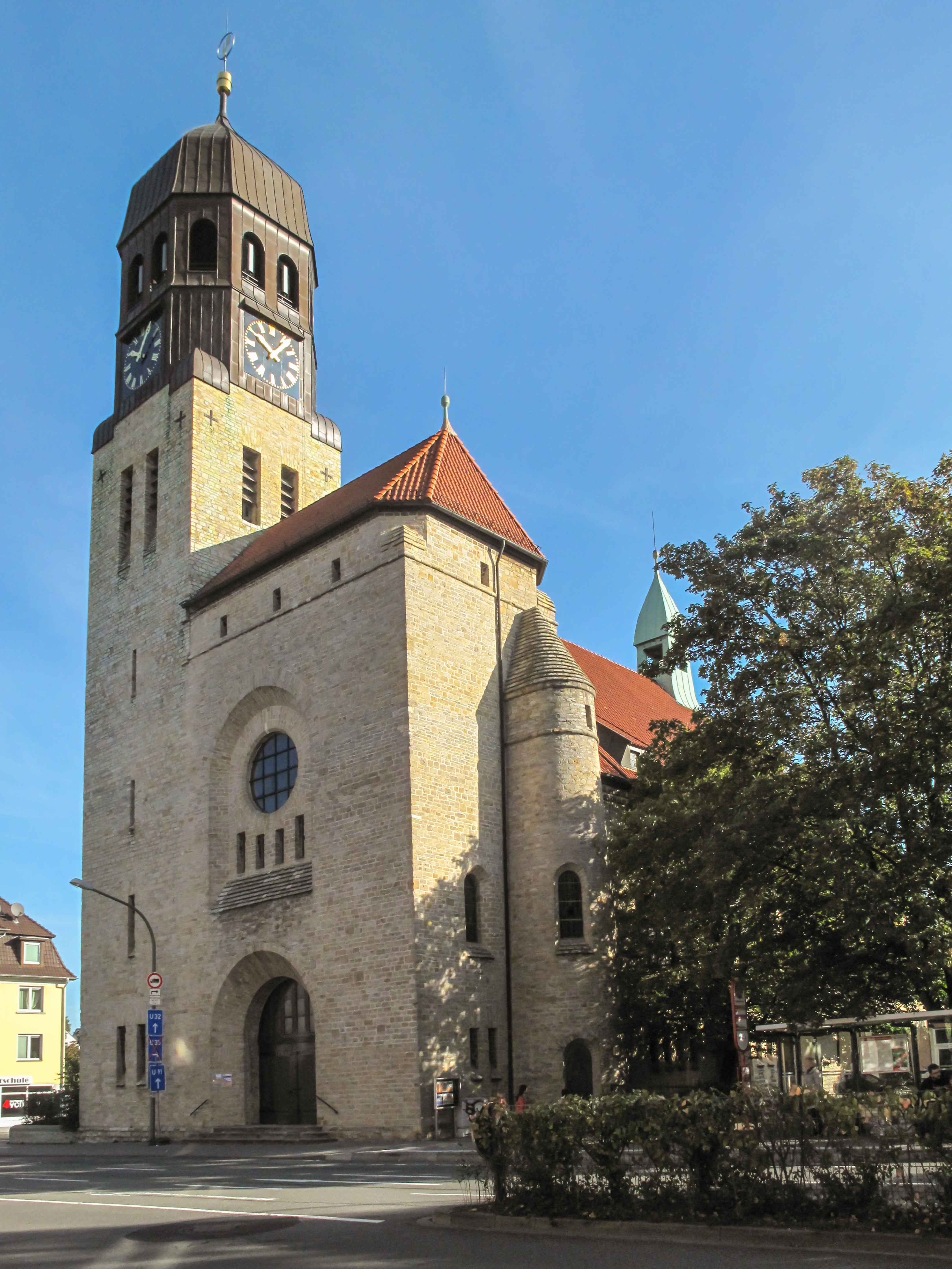
De Lutherkerk (1907-1909) in stadsdeel Schölerberg
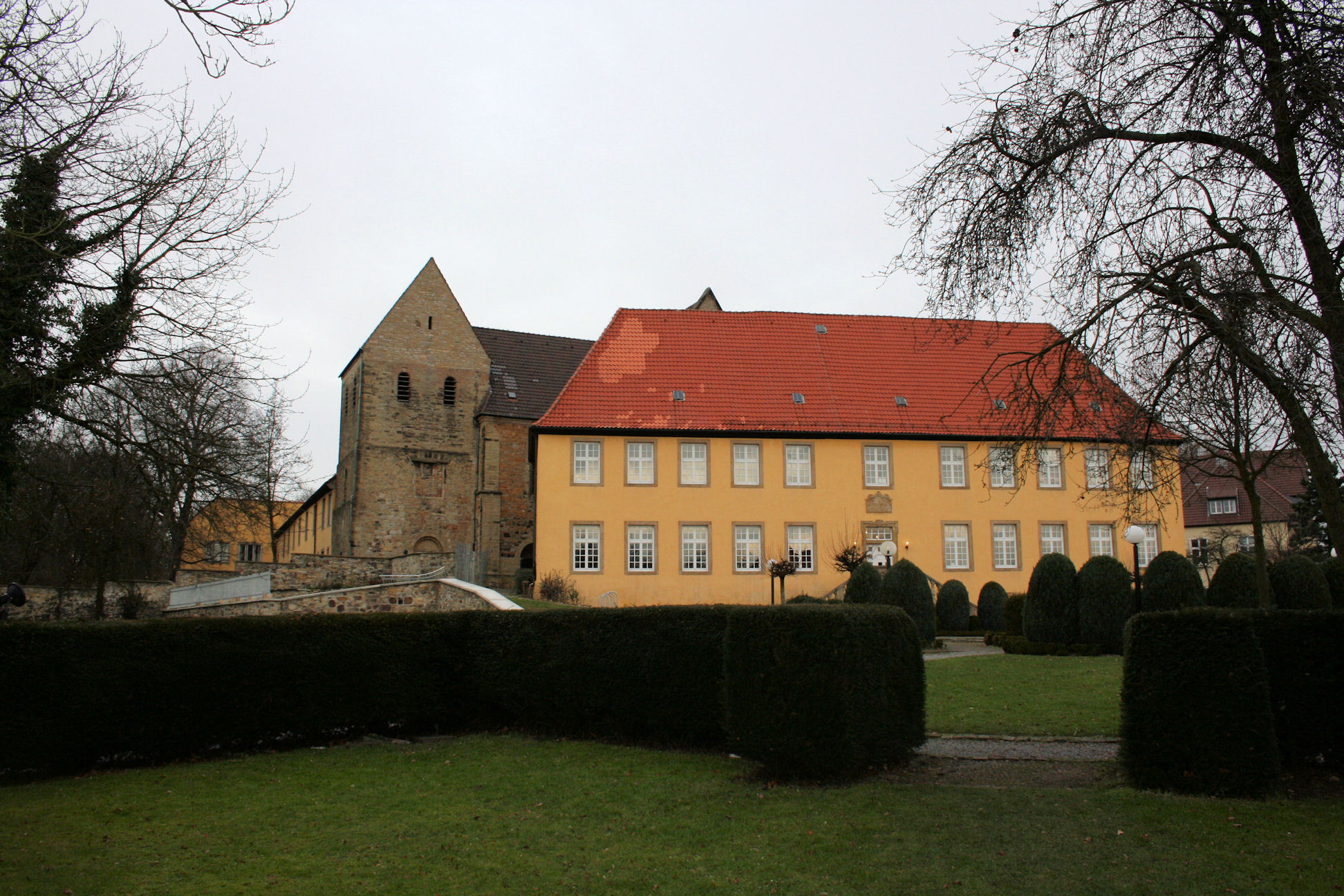
Voormalig Geertruidenklooster: Abdissenhuis en toren van de kerk
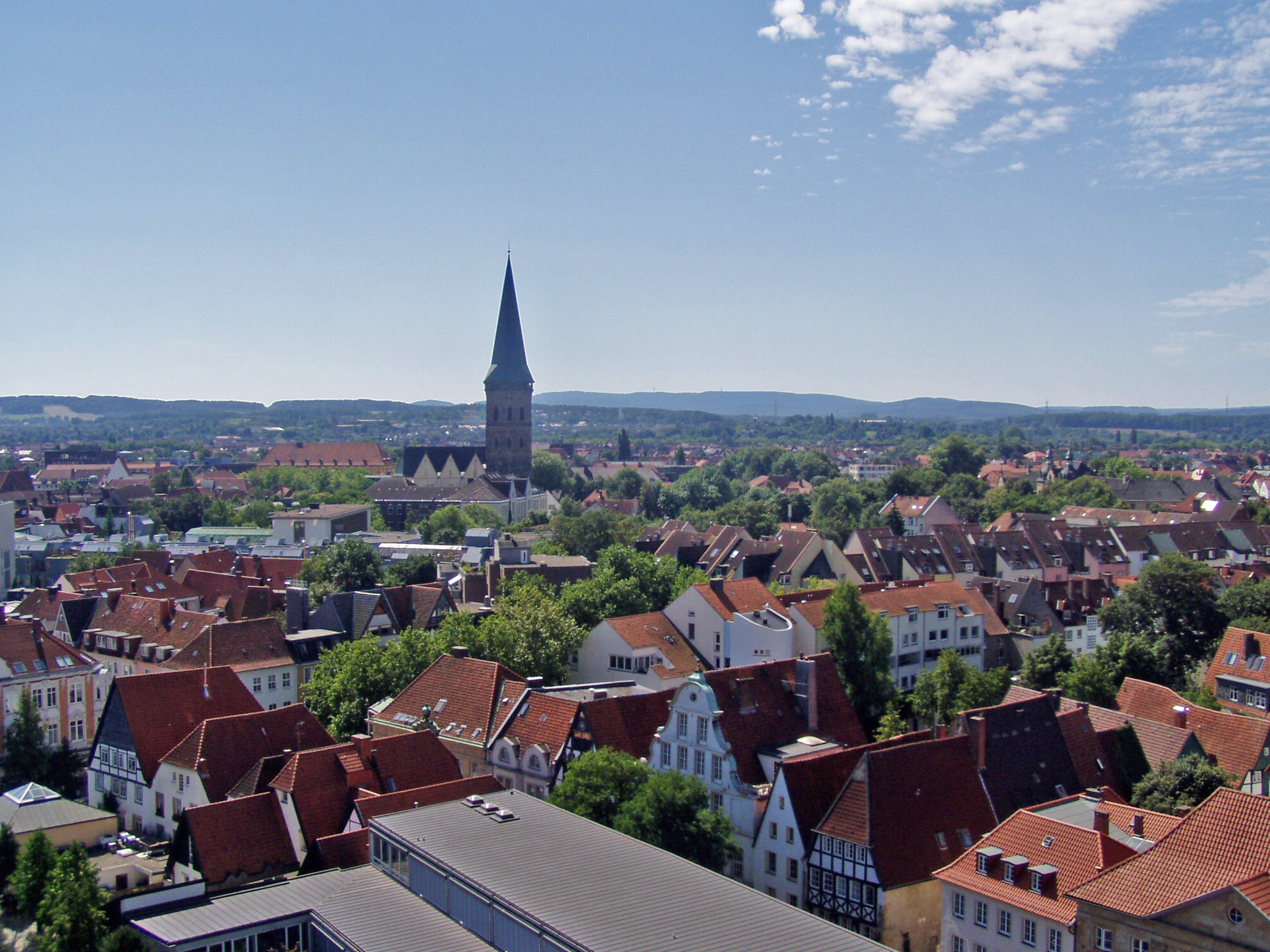
Zuidkant van de stad
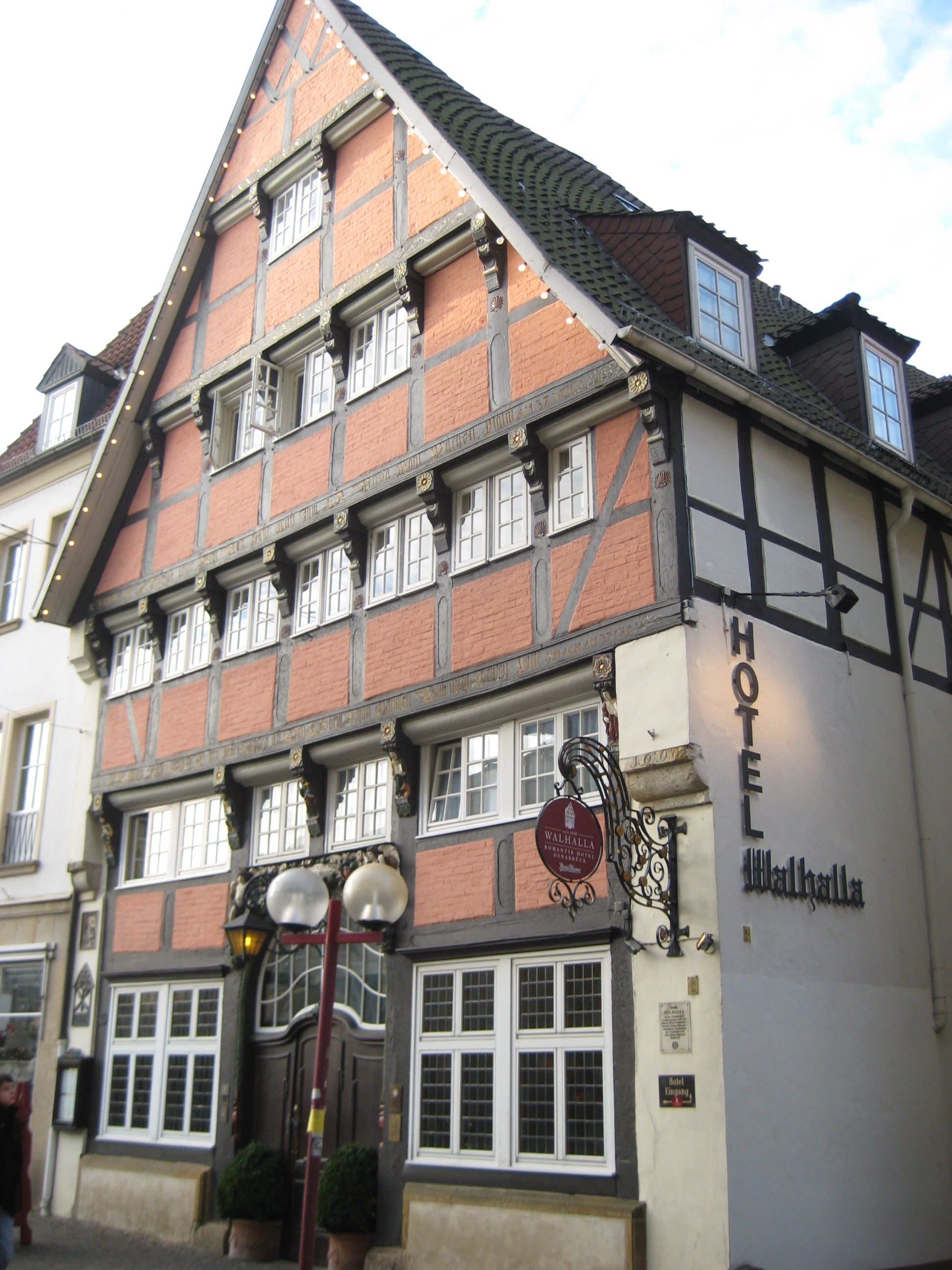
Hotel Walhalla (1690), één der weinige vakwerkhuizen die de stad nog rijk is
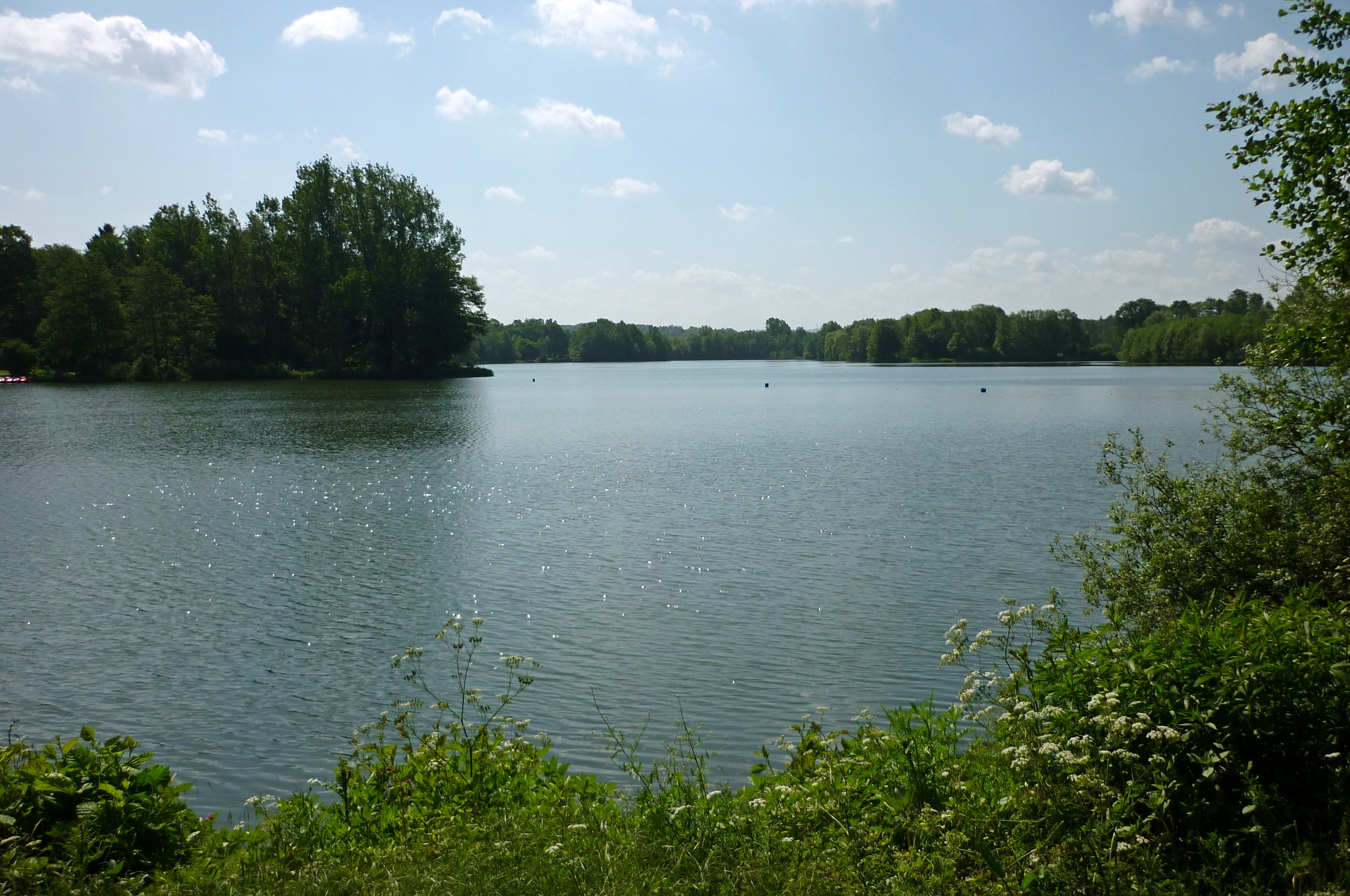
De Rubbenbruchsee, één der beide recreatieplassen van Osnabrück (de andere is de grotere Attersee)
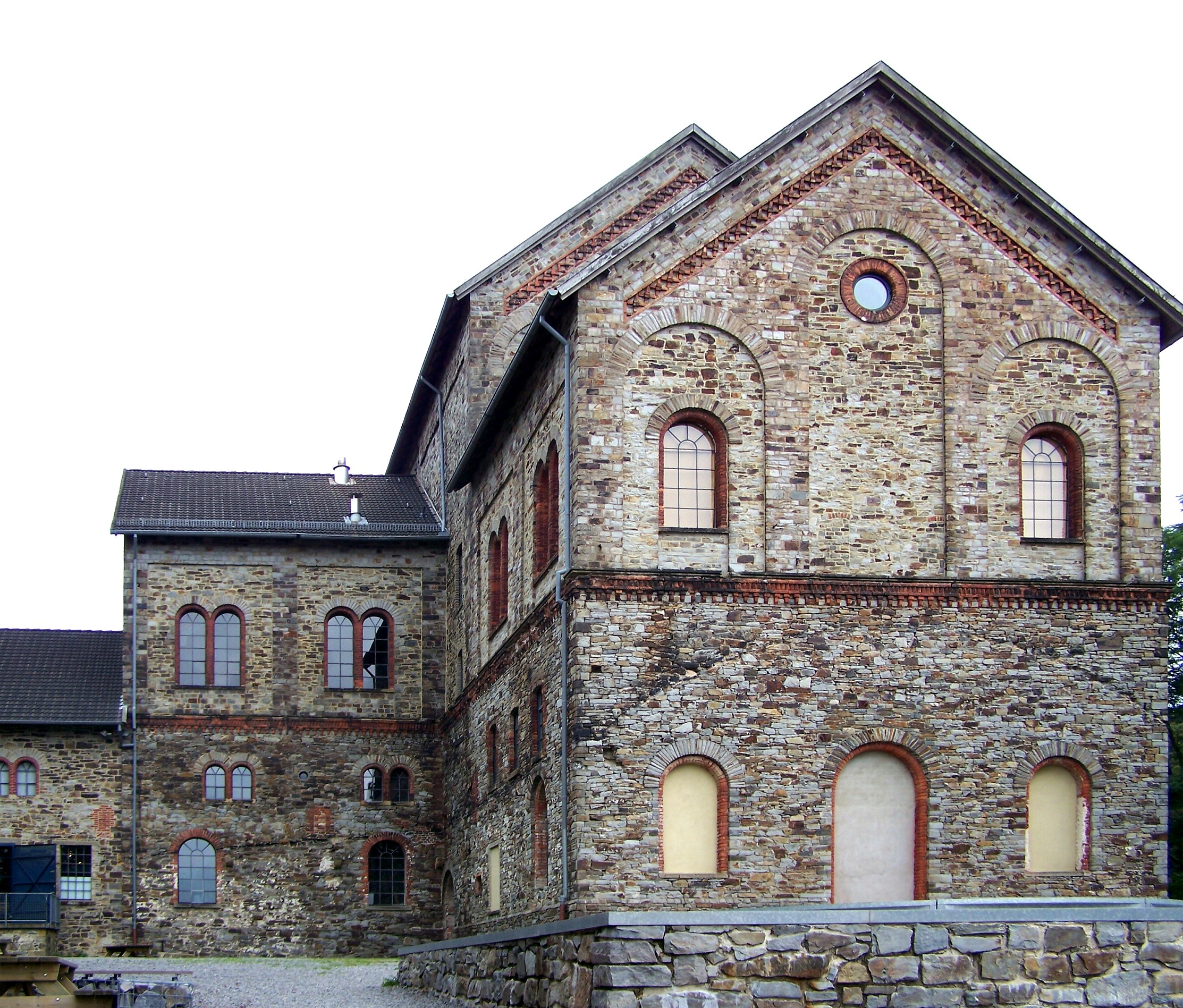
Haseschacht, hoofdgebouw (1871) van het Museum Industriekultur op de 188 m hoge Piesberg (stadsdeel Pye)
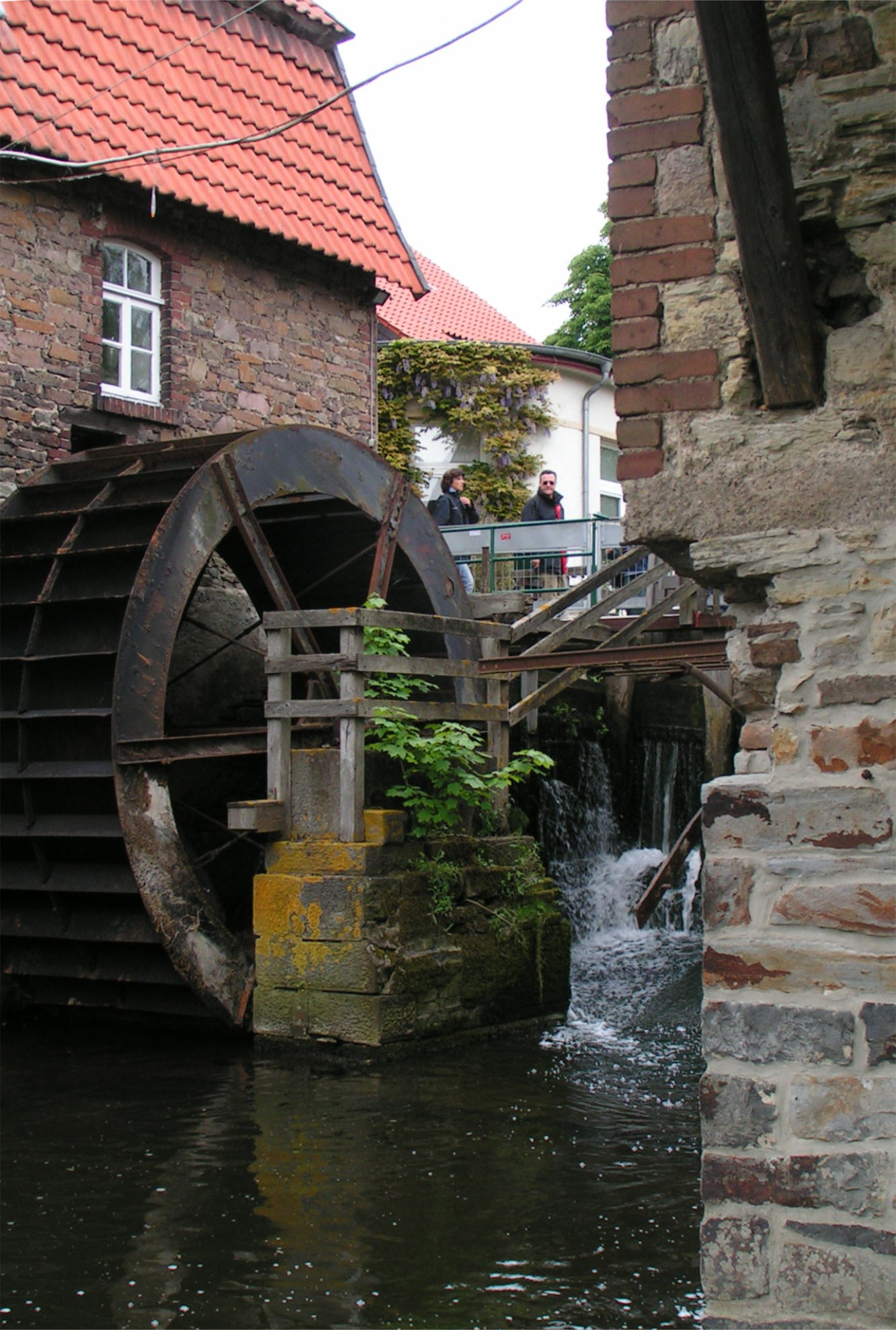
OS-Haste, watermolen Nackte Mühle